# 金门炮战
，又稱第二次台灣海峽危機（英語：Second Taiwan Strait Crisis），指1958年到1979年（戰況最烈為1958年8月23日至10月5日之間）發生於金門、馬祖及其他中國大陸東南沿岸與島嶼的一系列戰役總稱。中国人民解放军與中華民國國軍以隔海砲擊為主要戰術行動，因此稱為砲戰。
1958年8月23日解放軍首先發起砲戰，國軍隨即開始反擊。炮戰初期，解放軍攻擊島上軍事目標，後期著重封鎖海運線，以圍困金門。在砲戰初期，國軍猝不及防，隨著戰事繼續，逐漸恢復戰力；維持金門補給線。砲戰期間，雙方海軍艦艇和空軍也多次戰鬥。美國第七艦隊協助補運金門，而解放軍則以艦艇和炮轟封鎖:178。9月6日，中华人民共和国国防部部长彭德怀发表《告台湾同胞书》，宣布“以没有美国人护航为条件”暂停炮击7天。10月初，解放軍在美舰停止护航后宣布停止封鎖，改為“單打雙不打”（逢單日砲擊，雙日不砲擊）。解放军维持單打雙不打，直到1979年1月1日和美國建交当天，通过《告台湾同胞书》正式宣布停止砲擊。
金門砲戰是國共雙方陸海空軍至今最後一次大型軍事衝突，期間雙方的軍事衝突侷限於海上，並逐漸停止。

## 背景
1949年（民國38年）古寧頭戰役，解放军進攻金門失敗，國軍成功將兵力集中到台灣。1950年，朝鲜战争爆發。朝鮮停戰後，美國一方面在亞洲實行戰略收縮，一方面謀求建立共同防禦體系:118。中共開始宣傳美國製造「一中一台」或「兩個中國」:118。
中華民國總統蔣介石在1953年6月7日寫信給美國總統艾森豪威爾，建議美國同中華民國等國訂立雙邊或多邊共同安全條約:118。11月，美國副總統尼克松訪台，表示重視台灣之戰略地位，12月台灣向美國政府正式提出中美共同防禦條約草案:120。
1954年9月3日起，解放軍大規模炮擊金門，國軍轟炸廈門反擊；9月9日，杜勒斯由菲律賓返美，途中臨時往台北逗留5小時，與蔣介石會面:128。10月底，葉公超與美國國務院高層在華府談判協防條約，11月1日解放軍轟炸大陳島:132。12月2日，《中美共同防禦條約》在華盛頓簽訂:124。第七艦隊調入台灣海峽，解放軍渡海攻台難度倍增，海峽兩岸對峙，雙方再也沒有大型軍事衝突或敵對緊張狀態。
彭德懷責成中央軍委總參謀部在1953年10月制定出關於攻擊金門作戰之準備工作計劃，要在1955年1月以前完成進攻金門之一切準備工作，並報毛澤東審閱；毛澤東並未急於表態，乃請有關部門負責人認真考慮攻打金門之問題，多方徵求意見:119。1953年12月19日，彭德懷將華東軍區參謀長張震上報中央軍委來信給毛澤東看，列舉攻打金門之各種不利因素，並建議：一、在攻打金門之前，可以先攻克上下大陳島，使兵力可以集中使用；二、節約攻打金門之戰費，先修通福建鐵路；毛澤東將信退彭德懷，批：「此意見可注意。」:119後來經毛澤東同意，貫通福建之鹰厦铁路破土動工:120。1957年12月28日，由鐵道兵承建之鷹廈鐵路正式通車:378。北京政府在东南沿海修建浙闽、赣闽、粤闽战备公路，及福州、龙田、漳州、晋江、惠安、连城等机场。在金门八二三炮战前，双方有不少炮战，以九三砲戰規模最大。
炮擊金門，原定在1954年8月10日前後開始，後因發生洪水，交通受阻，兵力調動困難，推遲到9月上旬；9月3日和9月22日，解放軍分兩次開始連續多日炮擊金門:122。
毛澤東指導實施一江山島戰役，1955年1月18日解放軍陸海空軍協同作戰，一舉攻取一江山島；1月30日解放軍下達命令準備進攻大陳島，美國向台灣施壓，國軍只好在2月11日撤離大陳島；解放軍連續作戰，到2月下旬佔領浙江沿海全部島嶼:124-125。1955年至1956年，铁路、公路及六大机场相继完成。在接近金門之石井、澳頭等地，也皆填海築堤，堀山置壘:191。1956年，解放軍仿製蘇聯米格17的殲-5試飛成功。1957年12月18日，毛澤東對彭德懷轉來之〈副參謀長陳賡一九五七年十二月九日關於台灣飛機侵入大陸活動情況和加強內地防空作戰部署的報告〉之批語手稿:379：「退彭德懷同志。非常必要。請你督促空軍全力以赴，務殲入侵之敵:667。請考慮我空軍一九五八年進入福建的問題。」:16有關台海尤其金門之作戰準備，都已部署完成:191。
1955年3月3日中美共同防禦條約生效以後，美國設立美軍協防台灣司令部，美軍駐台軍事顧問團擴大到2,600人，美國空軍第十三航空隊進駐台灣:376。駐台美軍總人數也超過6,000人。4月26日，美國國務卿杜勒斯發表聲明，表示不排除同中國雙邊談判；7月13日，美國通過英國向中國政府轉達以下口信：中美雙方各派一位大使級代表，在日內瓦舉行會談；8月1日，中美大使級會談在日內瓦正式開始:375。
從1957年開始，在美國對華政策之鼓勵下，國軍飛機深入中國大陸內地達到雲南、貴州、四川、青海等地，空投特務，散發傳單，甚至出動飛機到福建沿海轟炸:377。4月2日，美國國務卿杜勒斯在記者招待會上說：「在一定情況下我們將會去防守沿海島嶼；那就是，如果這些島嶼的防守看來同台灣和澎湖的防守有關。」:3764月22日，杜勒斯發表演說〈動態和平〉，聲明要讓共產主義陣營的人民知道，「他們並沒有被忘記，我們永遠不會做出任何犧牲他們的利益的政治協議，隨著他們進一步獲得自由，衷心的歡迎和新的機會在等待著他們」:377。5月，美軍公開宣佈在台灣部署可攜帶核彈頭之鬥牛士導彈和電導導彈:376。6月28日，杜勒斯在舊金山發表對華政策演說：「我們可以有信心地把這樣一種假設作為我們的政策的根據：國際共產主義的強求一致的統治，在中國和在其他地方一樣，是一種要消逝的，而不是一種永久的現象。我們認為，盡一切可能使這種現象消逝，是我們自己、我們的盟國和中國人民的責任。」:37712月起，美國先是中斷中美大使級會談，繼而支持台灣對中國大陸沿海騷擾破壞:373。12月12日，在第七十三次中美大使級會談中，美方代表、駐捷克斯洛伐克大使約翰遜通知中方說，他已經調任駐泰國大使，美國政府已經委任副手馬丁參贊為美方代表；在多方挽回無效下，中國外交部在1958年4月12日聲明公佈大使級會談長期陷於停頓之經過:376。
到1958年夏季，金門、馬祖國軍達到10萬人，佔其地面部隊總數三分之一；毛澤東和中國政府不能不適當調整對美政策，從爭取和平協商到加強對美鬥爭:377。毛澤東此時之決策，包括通過炮擊金門迫使國軍從金門、馬祖等沿海島嶼撤走之意圖:373。6月16日，毛澤東在中南海游泳池召開會議，討論外交問題:377。1958年6月26日，福州軍區獲悉，國軍飛機和炮兵可能轟擊黃岐半島解放軍陣地，為此提出對策，或疏散隱蔽，或積極組織炮火還擊，彭德懷批示：「即送主席閲後批審。我同意採取積極還擊並加強對空火力」；毛澤東批示：「退彭照辦。」:6896月30日，中華人民共和國政府發表《關於中美大使級會談的聲明》：「中國政府要求美國政府在從今天起的十五日以內派出大使級代表，恢復會談。否則，中國政府就不能不認為美國已經決心破裂中美大使級會談。」:378
7月15日美國海軍陸戰隊登陸黎巴嫩首都貝魯特附近，同時美國宣佈在遠東之陸海空軍進入戒備:379。7月17日，台灣宣佈：三軍已處於「特別戒備狀態」，全體官兵停止一切休假；高級將領巡視金門、馬祖地區:20。7月18日晚，毛澤東召集軍委領導和空軍、海軍領導人開會，説伊拉克發生革命後，美軍登陸黎巴嫩，英國出兵約旦，我們要以實際行動支援阿拉伯人民；決定在金門、馬祖地區主要打擊蔣介石，牽制美國；地面炮兵第一次打10萬至20萬發，以後每天打1,000發，準備打兩三個月；兩個空軍師，準備在炮擊同時或稍後轉場到汕頭、連城；彭德懷當晚主持軍委會議，部署空軍要在7月27日轉場，炮兵準備於7月25日炮擊金門艦艇，封鎖港口，斷其海上交通；7月19日總參開會作進一步具體部署:692。毛澤東設想，以地面炮兵實施主要打擊，準備打兩三個月；以兩個空軍師於炮擊的同時或者稍後，轉場南下，分別進駐汕頭、連城:380。當晚中央軍委召開會議，部署炮擊金門作戰:380。經中央軍委批准，組成以葉飛為首之福州軍區前線指揮所，還分別組成以福州軍區空軍司令員聶鳳智為首之空軍前線指揮所和以東海艦隊副司令員彭德清為首之艦隊前方指揮所；7月19日葉飛一行人趕到廈門，指揮部署炮擊金門之作戰行動:380。7月20日，毛澤東在游泳池召開中央政治局擴大會議，討論目前國際形勢和我軍準備問題:380；黃克誠向軍委擴大會議主席團傳達毛澤東於7月19日關於中東局勢之估計，略謂有小打、中打、大打三種可能，我們不想打，但要有應付戰爭的準備:693。7月21日，台灣海峽暴雨滂沱，30年未遇之特大降水，使國軍偵察機無法出動，屏障解放軍軍事調動，但使43座橋樑歪斜:21。儘管福建連降罕見暴雨，部分公路橋樑被沖垮，部隊集結遇到極大困難，但是仍在準備炮擊金門:380。7月24日，中央軍委命令組建福州軍區空軍司令部，由原志願軍司令員聶鳳智擔任福州軍區空軍司令員:379；得悉台灣兩個師到金門換防，彭德懷向毛澤東建議，將炮擊時間推遲至7月27日，經批准後7月25日晚通知廈門前線指揮部:694。7月25日，彭德懷在戰備座談會上講解軍工生產問題後説，空軍7月27日進入連城和汕頭，同時進駐漳州、福州；要再準備四個師；準備他們來轟炸:694。7月26日，毛澤東暫停對金門開炮，7月27日寫信給彭德懷、黃克誠：「睡不著覺，想了一下。打金門停止若干天似較適宜。目前不打，看一看形勢。彼方換防不打，不換防也不打；等彼方無理進攻，再行反攻；中東問題的解決，需要有時間，我們是有時間的，何必急呢？暫時不打，總有打之一日。彼方如攻漳、汕、福州、杭州，那就最妙了。這個主意，你看如何？找幾個同志議一議如何？政治掛帥，反覆推敲，極為有益。一鼓作氣，往往想得不周，我就往往如此，有時難免失算。你意如何？如彼來攻，等幾天，考慮明白，再作攻擊。以上種種，是不是算得運籌帷幄之中，制敵千里之外，我戰則克，較有把握呢？不打無把握之仗的原則，必須堅持。如你同意，將此信電告葉飛，過細考慮一下，以其意見見告。」:380-381:26-277月27日，解放軍空軍第一批轉場進駐閩粤機場；7月29日，台灣空軍飛機4架入汕頭，被解放军空军击落2架，击伤1架:695。7月28日，彭德懷在軍委會議上傳達毛澤東7月27日給彭德懷、黃克誠的信：「打金門停止若干天似較適宜……中東解決，要有時間。我們是有時間的，何必急呢？……一鼓作氣，往往想得不周。……不打無把握之仗這個原則，必須堅持」；毛澤東的信7月27日電報福建前線，令暫不炮擊金門，並交粟裕同總參作戰部研究:695。在7月29日到8月14日擊落與擊傷美製國軍飛機9架:379。1958年台海空战，中国大陆东南地区到10月上旬方才结束。
當時金門擁有美式155毫米加農炮20門、155毫米榴彈砲96門、105毫米榴彈炮192門，共計308門；而解放軍有105毫米榴彈砲223門、100毫米以上加農炮73門、100毫米海岸炮4門、130毫米海岸炮19門，共計319門:21。中國人民解放軍空軍「迅速南移，它的轟炸機進駐路橋機場，戰鬥機則分別進駐沿海各地的機場內。」:191958年8月6日，蔣經國函電宋美齡：「……共匪空軍進駐金門對岸機場海峽局勢甚為緊張父親因事赴高雄日內即將北返敬祝福安兒經國謹稟未魚」:193。8月17日，蔣經國函電宋美齡：「……兒承父命視察金馬海峽情勢仍緊但前線士氣甚高此則可告慰於大人者敬請福安兒經國敬稟未篠」:194。8月18日至20日，蔣介石巡視金、馬前線:91。8月20日，中國人民解放軍海軍「集中在三都港內，隨時準備出動。」:19蔣介石到金門巡視防務，在北太武山「毋忘在莒」勒石面前同部將合影，後在一個古寧頭大捷英雄連隊，先題「冬天飲寒水，黑夜渡斷橋」，又題「忍性吞氣，茹苦飲痛，耐寒掃雪，冒熱滅火」，「為痛定思痛後決心一切從頭開始的誓言」:46-47。8月22日，解放軍空軍三次飛入馬祖空域，並在晚間9時許向馬祖高登島方向開炮十八發，但雙方均無損傷。8月23日，蔣經國函電宋美齡：「……父親曾往金馬二地視察今已返台北一切平安請釋念敬請福安兒經國謹稟未梗」:195。8月23日，解放軍突然砲擊金門，一日數萬發:91，並使國軍三名中将副司令当场阵亡殉职。

## 開戰原因
開戰原因大概有以下幾種說法：

### 攻取金馬說
這是台海兩岸當年官方的說法。中共中央主席毛泽东在8月23日召开的中共中央政治局常委会上说：「我们的要求是美军从台湾撤退，蒋军从金门、马祖撤退，你不撤我就打。台湾太远打不到，我就打金、马。」
1958年9月15日，中国驻波兰大使王炳南在中美大使级会谈首次会议上向美國提出五點要求，包括：「直接威胁厦门、福州两海口的，为国民党军队所占据的金门、马祖等沿海岛屿，必须收复。」，「在收复金门、马祖等沿海岛屿以后，将争取用和平方法解放台湾和澎湖列岛，并且在一定的时期内避免使用武力，实现台湾和澎湖列岛的解放。」毛泽东得知王炳南過早露出了中方的底牌後，曾打算撤換王炳南，在周恩来的反對下才打消此意。
中華民國說法如下：
1. 1958年9月27日，陸軍金門防衛司令部記者招待會，副司令官柯遠芬中將正式宣布：“共匪自8月23日瘋狂轟擊我金門島群以來，是企圖疲困我官兵精神，封鎖我後方補给，实施兩棲登陸攻擊，實現占領金門的迷夢。但事實已證明他們是徹底的失敗了。”
2. 蔣介石在1958年的雙十國慶講話中指出：“在這六個多星期的惡戰苦鬥中，不僅打破了共匪在金門登陸作戰的陰謀，制壓了他侵略東南亞的野心，更將他虛聲恫嚇、圖窮匕見的一切弱點，都對世界暴露無遺。”
3. 蒋介石在1959年元旦講話中說：“中共對我們臺灣海峽從事陸海空三方面大規模的軍事冒險，企圖攫取金馬，攻掠台澎，毀滅我中華民國基地，驅逐美國於中途島以東地區，而使西太平洋整個歸其共產魔掌的控制。”

### 支援中東、牽制美軍說
此说法为中国共产党媒体主流说法。1953年7月《朝鮮停戰協定》簽字後，中共中央軍委曾考慮準備攻打金門，但因大規模經濟建設急需大量經費等原因，計劃被擱置下來:374。
中東事件發生後，毛澤東從7月15日到7月18日召集會議，分析情況，研究對策；在分析中東事件和國際動向上，中共中央正式決定炮擊金門:379-380。7月18日，中共中央軍委在北京懷仁堂召開緊急擴大會議，毛澤東在會議上宣布：「現在開會！大家都知道了，世界上有一個地方叫中東，最近那裏很熱鬧，搞得我們遠東也不太平；人家唱大戲我們不能只做看客，政治局做出了一個決定——砲打金門！」:20毛澤東表示：「美軍在黎巴嫩、英軍在約旦登陸，鎮壓中東人民的反侵略和民族解放運動；我們遊行示威是一個方面，是道義上的支援，從政治上打擊帝國主義；同時，我們不能限於道義上的支援，而且要有實際行動的支援。」:20金門、馬祖是中國領土，打金門、馬祖，懲罰國軍，是中國的內政，敵人找不到藉口，但對美帝國主義有牽制作用:380。毛澤東設想，以地面炮兵實施主要打擊，準備打兩三個月；以兩個空軍師於炮擊的同時或者稍後，轉場南下，分別進駐汕頭、連城:380。當晚中央軍委召開會議，部署炮擊金門作戰:380。7月20日，毛澤東在游泳池召開中央政治局擴大會議，討論目前國際形勢和我軍準備問題:380。7月21日，蘇聯駐華大使尤金在中南海游泳池向毛澤東提出蘇聯要求在中國沿海建立「長波電台」和中蘇兩國建立「共同核潛艦隊」，毛澤東認為是蘇聯企圖控制中國之嚴重步驟，當即拒絕；7月22日毛澤東約見尤金，歷數蘇聯對待中國之老子黨作風和大國作風；毛澤東之態度使赫魯曉夫感到問題嚴重，立即動身，秘密來華向毛澤東解釋；從7月31日到8月3日，毛澤東和赫魯曉夫會談4次，最後以赫魯曉夫收回要求而告平息:381。蘇聯剛提出赫魯曉夫希望訪問中國大陸，若在訪問前夕大規模炮擊金門，時機恐不太合適，可能使蘇聯尷尬，容易使世界產生「此係蘇聯指使」之感:27。7月31日，蘇聯共產黨第一書記赫魯曉夫抵達北京:27。赫魯晓夫和其國防部長與毛澤東及國務院總理周恩來等人密商，但内容并不涉及中共对金门的行动计划。8月6日，美國總統艾森豪威爾得到確切情報，中共想對沿海島嶼再次發起攻擊；同日台灣宣佈台澎金馬進入緊急備戰狀態:382。8月10日，關於伊拉克新政權，杜勒斯發表措詞嚴之聲明：「要不為餘力地促使這一短暫政權的完結」；美國國務院還向駐外使團發出《關於不承認共產黨政府的備忘錄》，並提出要警惕蘇中聯盟之危險:383。8月8日和8月22日，美國國務院兩次召開會議，研究台灣海峽局勢，作出決定：一、增派航空母艦和戰鬥機，向台灣提供登陸艇、響尾蛇導彈、火炮和軍需；二、通過杜勒斯覆函美國眾議院外交委員會主席摩根，向中國大陸施壓；三、授權駐台大使（時任莊萊德）對中美共同防禦條約之換文加以「澄清」，如中華人民共和國大舉進攻外島，可以進行報復，但小型攻擊不在其列:56-58。8月17日至8月30日，毛澤東在北戴河主持召開中央政治局擴大會議，期間決定炮擊金門:383。8月18日，毛澤東看廣州軍區8月13日關於在深圳方向進行演習之部署給中央軍委報告，批語彭德懷：「德懷同志:697：準備打金門，直接對蔣，間接對美。因此不要在廣州深圳方面進行演習了，不要去驚動英國人。……請叫空司注意：台灣方面可能出動大編隊空軍（例如幾十架至百多架）向我反擊，奪回金、馬制空權。因此，我應迅即準備以大編隊擊敗之。追擊不要越過金、馬線。」:3838月20日，毛澤東在北戴河住處召集開會，具體部署炮擊金門:384。當時調入福建前線參戰之陸海空部隊，共有459門大炮、80多艘艦艇和200多架飛機；各路部隊在8月21日晚全部進入陣地或指定位置:384-385。8月23日下午5時30分，炮擊金門作戰正式開始，持續大規模炮擊2個多小時，發射炮彈近3萬發，斃傷國軍中將以下官兵600餘人，2名美軍顧問也在炮擊中喪生；第二天，炮兵和海軍重創國軍「中海」號大型運輸艦，擊沉大型坦克登陸艦改裝之「台生」號貨輪（前一天已被擊傷）:385。按照毛澤東最初預想，是要通過炮擊來封鎖金門，最終迫使蔣介石放棄金門，達到收復金門之作戰目的:385。據吳冷西回憶，在8月23日召開之政治局常委會上，毛澤東說：我們的要求是美軍從台灣撤退，國軍從金門、馬祖撤退；你不撤我就打；台灣太遠打不到，我就打金、馬；這肯定會引起國際震動，不僅美國人震動，亞洲人震動，歐洲人也震動:385。
1958年8月23日下午5時30分，近3萬發炮彈從福建前線猛轟金門國軍陣地:373。8月24日又第二次大規模炮擊，發炮9,000餘發:697。8月26日，彭德懷遵照毛澤東指示，電告張翼翔：炮兵封鎖大、小金門及大、二担島，打擊機場起降；空軍打擊入侵大陸敵機，不出公海線作戰；海軍打擊敵中、小型艦艇:698。8月27日起，解放軍總政治部用福建前線指揮所之名義，連續播發一篇廣播稿，敦促防守金門之國軍放下武器，其中提到「對金門的登陸進攻已經迫在眉睫」，引起外電關注；9月1日前後，毛澤東從外電報道中得知，嚴厲批評違反集中統一原則，責成中央軍委起草《對台灣和沿海蔣佔島嶼軍事鬥爭的指示》稿，9月3日經毛澤東審閱修改後下發：「台灣和沿海蔣佔島嶼是目前國際階級鬥爭中最嚴重最複雜的焦點之一。……解放台灣和沿海蔣佔島嶼雖然屬然屬於我國內政問題，但實際上已變成一種複雜嚴重的國際鬥爭，我們不要把這個鬥爭簡單化，而要把它看作是包括軍事、政治、外交、經濟、宣傳上的錯綜複雜的鬥爭。台灣和沿海蔣佔島嶼問題的全部、徹底解決，不是短時間的事，而是一種持久的鬥爭，我們必須有長期的打算」:386。9月8日，因美國軍艦護航，解放軍第三次大規模炮擊金門，發炮2萬餘發:699。9月11日，因台灣於9月9日炮擊廈門大學，9月11日美艦又護航，解放軍第四次大規模炮擊金門，發炮2.5萬餘發:701。10月1日，福建前線指揮部急電，請求向國外訂購180加農炮及100以上高射炮，調補加農炮彈；10月3日，就黃克誠根據福建前線緊急要求，彭德懷提請向蘇聯緊急訂購130加農炮36門，炮彈3萬發，122加農炮彈10萬發一事批示：「是否需進口大炮及炮彈，等幾天看看。可考慮將100及122自行火炮、152加榴炮調一部入閩。」:703《告台灣同胞書》發表一個星期後，10月13日，毛澤東又起草一項命令，金門炮擊，再停兩個星期，以國防部長彭德懷名義發給福建前線部隊，公開登載在當天《人民日報》:405。10月20日，因10月19日美艦又護航，為「聯蔣制美」，增加蔣介石同杜勒斯會談時的籌碼，毛澤東下令福建前線舉行第五次大規模炮擊，發炮8,000餘發:706。11月3日，為影響美國國會選舉，使在野民主黨獲勝，毛澤東決定對金門第六次大規模炮擊，發炮2萬餘發:708。
1959年1月7日，因1月3日金門炮擊大嶝島，托兒所中彈，兒童31死17傷，經毛澤東批准，彭德懷決定第七次大規模炮擊金門，發炮2.6萬餘發:717。
蒋介石亦曾表示：“共黨對金門、馬祖諸島，武裝挑釁以製造戰爭，這不是孤立的事件，赫魯雪夫一方面以間接侵略的方式開闢中東戰場，另一方面，在八月初的「北平會議」中，他交給共匪朱毛的任務，就是開闢遠東戰場。……共匪與俄帝是在一個目標之下分擔東西兩面作戰的任務。”9月5日，毛泽东曾称“美国现在在我们这里来了个‘大包干’制度，索性把金门、马祖，还有些什么大担岛、二担岛、东碇岛一切包过去，我看它就舒服了。它上了我们的绞索，美国的颈吊在我们中国的铁的绞索上面。台湾也是个绞索，不过要隔得远一点。它要把金门这一套包括进去，那它的头更接近我们。我们哪一天踢它一脚，它走不掉，因为它被一根索子绞住了。”
中国人民解放军上将叶飞後來回忆說：「（一九五八年八月）二十一日下午三點鐘，毛主席找我去他的住處，我知道這是要我去接受命令了。一見毛主席，我先彙報了炮擊的準備情況。彭老總、林彪參加了，少奇、總理沒有在，總參作戰部部長王尚榮也在。地圖是攤在地毯上的。主席聽我彙報時，精力非常集中。彙報完了，他別的沒有說，突然提出這麼一個問題：你們用那麼多的炮打，會不會把美國人打死啊？那個時候，國民黨軍中的美國顧問一直配備到營一級。我說：那是打得到的。聽我這樣一說，主席又考慮了十多分鐘沒有說話。後來又問：能不能避免不打到美國人？我說：避免不了。主席聽後，再也不問其他問題，也不給我指示，就宣佈休息。這是主席要進一步考慮問題。第二天繼續開會，這個時候，主席下決心了，說：那好，照計劃打。並要我在北戴河指揮。」:384金门炮战并不为攻取金门，而是一场政治仗。葉飛又回憶說：「金門向台灣告急，蔣介石便請求美國軍艦護航。這樣，事情就攪複雜了。怎樣對付美國人護航呢？美國的軍艦左右配置，國民黨軍的艦隻夾在中間，而且間隔只有二海里。毛主席下令，『只准打蔣艦，不准打美艦。』要我們避開美艦護航，等蔣艦到港口後才能開炮，還要我們每半小時向北京報告一次。這個指示可難執行了，不好掌握。我們又請示一個問題：如果護航的美艦向我們開炮怎麼辦？毛主席馬上答覆：『如果美艦開炮，不准還炮。』我怕是電話裡沒有傳清楚，又重複問了三遍，答覆是『不准還擊』。於是，我向各炮群下達主席的命令。這個時候，蔣艦已進至港口卸貨，再不打不行了。我馬上請示北京，才下令開炮。我們一頓密集的炮擊，一下子擊沉了一艘蔣艦。我們的炮聲一響，美艦不但沒有還擊，反而掉轉頭就跑，大出洋相！美艦一跑，蔣艦孤孤單單的，完全暴露在我炮火之下，向台灣告急。台灣方面問：朋友呢？蔣艦說：甚麼朋友不朋友，早就逃跑了。他們互相指責，罵美國人混蛋。事後我才明白，毛主席這個動作很高明。主席的意圖是要摸美國人的底。美國人表面上氣勢洶洶，究竟敢不敢和我們打？原來美國是隻紙老虎，一打起來就跑了。金門炮戰，是我們與美國互相摸底的一齣戲，一齣很緊張很有意思的戲。」:387-388
8月23日炮战前，美国在台海已有2艘航空母舰。炮擊金門使美國急忙調太平洋第7艦隊主力和第6艦隊一部前往台灣海峽:385。9月后，一度将7艘航空母舰集结于台海。到9月初，共集結各種類型飛機430多架，艦艇60餘艘:388。驻地中海的第6舰队也有一半含1艘航空母舰被调出。9月15日，中美大使級會談重新恢復，會談地點由日內瓦改為波蘭首都華沙，中方代表是駐波蘭大使王炳南，美方代表是駐波蘭大使比姆:397。9月30日，杜勒斯在記者招待會上稱，如果在台灣地區「有了可靠的停火」，在金門、馬祖保持大量部隊就是「愚蠢的」，「不明智的」，「也是不慎重的」；美國「沒有保衛沿海島嶼的任何法律義務」:400。10月2日，蔣介石在對美聯社記者談話中稱：杜勒斯的講話口是「美國單方面的聲明」，台灣「沒有任何義務來遵守它」:403。10月5日，毛澤東給彭德懷、黃克誠寫信：「不管有無美機美艦護航，十月六、七兩日，我軍一炮不發；敵方向我炮擊，我也一炮不還。偃旗息鼓，觀察兩天，再作道理。空軍必須防衛，但不出海。還有一事：兩天中，不要發表公開聲明，因為情況如何，尚待看清。」:40110月6日，毛澤東又給彭德懷、黃克誠寫信：「昨天我說不發聲明，看兩天再說。隨後想了一下，還是先作聲明為好，所以有告台灣同胞書。此件即將發出，請福建前線廣播電台多播幾次，為盼！」:401

### 砲彈即期說
坊間傳聞解放軍的砲彈將過期，不打白不打。另外，美國國務院遠東事務部根據美國陸軍情報部門於1959年的報告指出，金門砲戰中解放軍所使用的砲彈，多數為俄製砲彈，應來自舊庫存，而非新出廠的產品。

### 防止台獨說
2008年《大公報》聲稱防止“台獨”势力的滋長也是此战目的之一，原因在於《中美共同防禦條約》中對「領土」定義上漏掉金馬，並以授權美國總統在台灣受襲時，可以動用駐台美軍防衛；但美國不僅建議國府自大陳島撤軍，也試圖說服國軍自金、馬撤軍，甚至試圖在台灣海峽劃設一條永久停火線，因此在政治戰略上「幫助國民黨守住金馬」。金馬本身可以說就是中華民國在中國大陸擁有主權的象徵； 亦起到連結“兩岸‘一個中國’的臍帶作用”。部分學者認為，在砲戰期間，中華人民共和國顯然沒有攻占金門的意圖，因為這麼做不符合毛澤東的期望，他不希望兩岸分治的局面因攻占金門而變質為「兩個中國」。因此，1958年後金門進一步的軍事化，其主要動力不是來自於軍事顧慮，而是更廣大的政治脈絡。然而此等說法何时出現，尚無定論。

### 轉移內政問題
中國大陸內政情勢變化，被認為是毛澤東砲擊金門的主因之一。由於第一个五年计划成效斐然，毛澤東提出農業集體化生產卻成效不彰，中國共產黨內部傾向採取計劃經濟，毛澤東因此擔憂自己黨內地位，以及劉少奇等人挑戰，於是他先後發動雙百運動和反右運動，在政治活動中重新確立他的權力地位。隨後又開始推動大躍進和人民公社:4-19。台灣作家楊照分析，毛澤東誤以為大躍進使糧食增產大為成功，「要找個方式發洩他自己的狂妄情緒。」同時把台灣与金門拉得更近，並測試美國政府的反應:12-13朱和之綜合分析道，中華人民共和國若想佔領金門，必不會採用全島濫射的戰術，而會有海空軍和兩棲部隊的協同作戰。八二三砲戰的打法毫無戰術或戰略上的章法可言，只是一種炫耀性的火力展示。「毛澤東砲擊金門，是出於對蘇聯的反感、對美國的試探、對中國內部士氣的凝聚，也是大躍進最高潮時狂妄心態的發洩。」:4-19美國學者特里爾認為，毛澤東在推動大躍進此一人類史上最大規模的社會實驗之同時砲擊金門，符合他一貫「視鬥爭為拯救之道」的作風，毛澤東並不真的想打一場戰爭，但外部危機能夠為大躍進澆油點火，便於動員。當時毛澤東推動全民皆兵，而他說台灣打炮，民兵才能這麼快組織起來:390，406。

### 其它各種猜測
砲戰開打後兩個月，美國政府情報部門在10月28日研判，中華人民共和國並無取得外島堅決目的。研判其動機：試探美國、分化中華民國與美國、貶損中華民國和美國的聲威、突顯中華人民共和國力量、防止出現兩個中國（如東西德和朝鲜半岛的分裂）、打擊中華民國民心士氣:320。
台灣作家朱和之從當時國際情勢和中國大陸內政情勢綜合分析八二三砲戰發生原因。1956年，苏共中央第一书记赫鲁晓夫在蘇共二十大上提出《秘密報告》，揭露許多史達林不當行為，全盘否定斯大林，引起共產世界波動。當時赫魯雪夫欲推動與西方陣營和解，因此藉由打破史達林神話以調整其路線。中共立即表態反對赫魯雪夫的說法，中蘇兩國關係出現裂痕，毛澤東遂藉由砲擊金門阻止蘇聯和西方的和解:4-19。
曾任毛澤東私人醫生的李志綏回憶毛對他說，赫魯雪夫要和美國拉近關係，中國大陸就砲擊金門，「美國最好插手進來，在福建什麼地方放一顆原子彈，炸死個一兩千萬人。看你赫魯雪夫怎麼說。」李志綏認為毛澤東不但不想進攻台灣，即使金門和馬祖也並不想以武力佔取，對毛澤東來說，金門砲戰只是一場表演，一場賭博，一場遊戲。不过，根据毛泽东身边工作人员林克、徐涛、吴旭君等看法，李志绥和毛泽东接触有限，根本不会知道这方面资料，他说出这样的话，應只是出于他个人和一些其他目的，故他的说法可信度應相當低。
曾任韓國駐台大使金信在其回憶錄中稱，國府遷台以後，中共曾利用其官員家屬赴香港購物度假的機會，派出間諜前去打探消息，期間一位蔣介石幕僚的妻子無意中透露出蔣要到金門視察的消息，中共便在蔣預定抵達金門之前立刻著手制定計劃，於8月23日炮轟金門，而蔣視察完就在當日返回台灣，才因此逃過一劫。

## 過程

### 金門八二三炮战爆發與發展
- 1958年8月24日海戰，國軍中海號戰車登陸艦被解放軍魚雷快艇的魚雷命中艦艉後，在船塢的照片。
- 1958年9月8日，美國海軍陸戰隊第三師於清晨在高雄市南方二十五公里的枋寮灘頭開始進行兩棲作戰演習。
- 1958年9月8日，美國海軍陸戰隊第三師於清晨在高雄市南方二十五公里的枋寮灘頭開始進行兩棲作戰演習，一名美軍步兵持M1加蘭德步槍警戒。
- 1958年9月8日，美國海軍陸戰隊第三師於清晨在高雄市南方二十五公里的枋寮灘頭開始進行兩棲作戰演習，一名美軍步兵伍長正在與班長進行通訊。
- 1958年9月17日，派駐桃園空軍基地的美國空軍第83戰鬥攔截機中隊，一位駕駛F-104A星式戰鬥機的美空軍上尉向記者們說：「如果中共的米格十九或者十七型飛機敢來進犯，我們將立刻把它打下來作早飯。」
- 1958年9月19日，在金門砲戰中第一個受傷的美國軍人，陸軍四級特等兵莊斯頓已於九月十九日上午回到台北，他的左手臂往肘彎一直到手掌都用繃帶包紮，身體的其他部份並無損傷，他的精神很好。莊斯頓下機後向中外記者們說：「這一點傷使我非常地引以為榮」。
- 1958年9月19日，位於屏東空軍基地的美國海軍陸戰隊第451戰鬥機中隊營區。
- 1958年9月19日，美國海軍陸戰隊第11航空大隊派駐屏東空軍基地的F4D/F-6天光式戰鬥機（英语：Douglas F4D Skyray）。
- 1958年10月8日，美國駐台陸軍第71防空砲兵團第二飛彈營營長格林柏格中校接受媒體訪問時表示：「本營的任務是在美軍協防台灣司令史慕德中將的指揮下捍衛台灣」。
- 1958年10月12日，美國國防部長麥可羅伊前往桃園空軍基地視察美國空軍駐台的第83戰鬥攔截機中隊的F-104星式戰鬥機[42]。
- 1958年10月20日，美國駐台陸軍第71防空砲兵團部署在台北縣淡水飛彈基地的勝利女神-力士飛彈，圖為基地內的一處飛彈陣地。
- 1959年，美國空軍第868戰術飛彈訓練中隊（英语：868th Tactical Missile Squadron）於台南空軍基地朝台灣海峽試射TM-61C屠牛士地對地巡弋飛彈，隨後由一架美國空軍F-100超級軍刀戰鬥機作為觀測機，追逐該枚飛彈。

1958年8月中旬，美軍戰略空軍司令部命令在關島安德森空軍基地的5架B-47轟炸機進入警戒狀態，並進行空襲廈門的準備，若核子空襲不能立即壓制解放軍，5架轟炸機將以戰術原子彈對廈門的機場進行空襲，威力相當於1萬噸到1.5萬噸TNT炸藥威力（當量與廣島原子彈相近）。
1958年8月20日，美國參謀長聯席會議主席垂寧上將向艾森豪報告，如果解放軍轟炸台澎，美國空軍將以戰術核武攻擊中國大陸沿海空軍基地。
1958年8月23日17時30分，中国人民解放軍福州軍區副參謀長石一宸下達命令，砲兵開始砲擊金門，落彈近31,757發:53-54。集中重型大砲600多門，以密集猛烈砲火，對金門大肆轟擊:191。「八二三」炮戰開始於下午6時30分，在2個小時內，投落下5.7萬餘發砲彈，都是152、172口徑以上之加農砲彈和榴彈:191。2小時內落彈達4萬餘發，是日落彈數更達5.7萬餘發，造成中華民國國軍官兵傷亡2百餘人，房屋毀損65棟。著彈點集中於指揮所、觀測所、交通中心、要點工事及砲兵陣地。由於當時正值晚餐時間，突發砲火造成中華民國國軍官兵死傷440餘人，甚至連在太武山背後的水上餐廳也被砲彈擊中。金門防衛司令部副司令官趙家驤、章傑當場身亡；另一副司令官吉星文被彈片重創，三天後腹膜炎終告不治:55。金門防衛司令部司令官胡璉、參謀長劉明奎與在金門視察的中華民國國防部部長俞大維均負傷。美國震怒，美國國務卿杜勒斯警告，如圖謀奪取金門、馬祖，美將視為威脅和平。第二天，解放軍仍持續對中華民國國軍在金門灘頭陣地、料羅灣碼頭、金門尚義軍機場及砲兵陣地集中火力攻擊。中華民國國軍則針對攻擊機場與碼頭的解放軍砲兵陣地展開反擊。而後解放軍砲火稍有減少，直至9月7日至9月18日再恢復攻勢。解放軍主要目標指向水頭碼頭、金門機場等交通要地，阻斷中華民國國軍海空物資運補工作，以達到封鎖金門的目的。
1958年8月24日，中国人民解放军海军鱼雷艇於料羅灣擊沉戰車登陸艦“台生”號（由1949年征用民生公司擁有的 "平遠”號商船改成戰車登陸艦），並重創“中海”號戰車登陸艦（LST-201）。台生號上至少有200人陣亡。中海號陣亡8人、受傷12人。解放军之海军东海舰队鱼雷艇六支队一大队175号鱼雷艇被击沉。
砲戰發生後，為了回應解放軍猛烈攻擊，8月24日美國白宮舉行會議，參謀長聯席會議主席特文寧空軍上將陳述了軍方對台灣海峽危機之意見，認為如果有需要，美軍要介入協助台灣軍隊防守金門和馬祖這兩個島嶼，防止解放軍海上封鎖。特文寧空軍上將認為「為了有效防禦這些島嶼，將要動用核子武器。」是日美國國防部將第七艦隊布防於臺灣海峽，此後第七艦隊協助中華民國海軍補給金門，並且與中華民國陸軍、中華民國海軍陸戰隊、中華民國空軍舉行一連串防空兩棲作戰聯合演習，並從琉球嘉手納基地派駐配備F-100戰鬥機的美國空軍第44戰術戰鬥機中隊 進駐嘉義空軍基地、美國空軍第16戰鬥-攔截機中隊進駐台南空軍基地、以及第51戰鬥攔截機聯隊另外從那霸空軍基地的F-86軍刀戰鬥機進駐清泉崗空軍基地，以及從德州派駐配備勝利女神飛彈的美國陸軍第71防空炮兵團至臺灣，美國陸軍第82空降師也派遣一個傘兵營至台灣，同時也成立作戰指揮中心。
1958年8月24日，美國海軍陸戰隊第11航空大隊緊急進駐屏東空軍基地，以加強台灣的防空能力。
1958年8月25日，美國總統艾森豪威爾同意派遣美國海軍為台灣軍隊後勤運輸。同日，蔣經國函電宋美齡：「……匪炮連日砲擊金門海空軍亦已參戰其目前之行動可能在試探我方與美國之態度惟匪方已完成作戰之準備戰爭有一觸即發之可能此間一切尚安定請勿念敬祝安康兒經國謹上未有」:196。台灣被迫於8月25日、26日中止對金門海上運輸:66，同時，美國海軍陸戰隊第三師從沖繩移防台灣。
1958年8月27日，艾森豪威爾聲言：美國不會放棄對台灣的責任。美國國務院於8月28日發表聲明，稱「不能容忍对金門、馬祖的攻擊行为」。8月29日，蔣經國函電宋美齡：「……匪炮仍續擊金門其主要目標為機場與碼頭企圖切斷金門與台灣之交通以達成其孤立金門之目的馬祖方面共匪亦有作攻擊之準備我方已在密切注意中大人冒炎暑為國家忙碌奔走至為感動兒自當在此為服侍父親請釋念敬祝旅安兒經國謹稟未艷」:198。
1958年9月1日，中華民國海軍南區支隊沱江號、維源、柳江等3艘巡邏艦由馬公啟航，護送準備物資運補，並將國內外記者、美軍顧問團等一行人送往金門的美堅艦，在9月2日與解放軍鱼雷艇及炮艇共9艘在料羅灣發生遭遇戰，史稱料羅灣海戰，高速炮艇重創沱江號。台灣称在料羅灣海面擊沉解放军魚雷快艇八艘、大型砲艇二艘，擊傷砲艇二艘，維源艦輕傷，但仍成功達成向金门運補随舰记者任務，未及卸载货物即返航。据北京方面记录：解放军黑夜中碰撞沉沒两艘鱼雷艇，台湾报废一艘江字號炮舰沱江號:71。
9月3日，美國第七艦隊称将護航中華民國海軍補給船團，但宣佈將不進入三海浬的領海範圍內。
9月4日，杜勒斯發表「新港聲明」，聲明「中共進攻金、馬，即為進攻台、澎的前奏」:118，以嚇阻中共不要進攻金、馬，爭取美國民意支持。9月4日，北京政府發表聲明，宣佈中國領海寬度為12海浬，金門島在中國的內海，一切外國飛機和軍用船舶，未經北京政府的許可，不得進入中國的領海和領海上空。次日美國政府聲明不承認12海浬領海，北京的主张“显然是为其侵略目的服务的”。9月6日，美國國會通過《防衛臺灣及外島緊急行動授權方案》，決議美軍可護航至離金門3海浬處。與此同時國軍制定「閃電計畫」，組成護航區隊、運輸區隊，並以馬公作為金門物資運補的轉運基地，試圖突破砲擊的封鎖，以恢復金門的物資補給。:38-39
9月7日，國軍執行「閃電計畫」，由美平艦、美堅艦進行第一梯次的金門物資運補，:39並由美國第七艦隊2艘重巡洋舰和6艘驱逐舰護航国軍運補船團，卸下272吨物资。美艦停在離金門三海浬處，挑戰北京政府主張的12海浬領海，解放军未炮击。國軍恢復白天運補。
9月8日，美國第七艦隊又护航第二批国軍補給船團運補金門，登陆舰进港，美舰止于3海浬之外。解放军进行大规模炮击，其重點指向金門新頭碼頭，途中，解放军海岸炮兵第150连炮火，擊中正在卸貨中的美樂號中型登陸艦（LSM-242），官兵死傷11人，登陸艦則中彈引爆船運軍火燒毀；当日只卸下约70吨物资。美國海軍奉命留在金門3海浬外，不准砲擊大陸，但解放軍艦艇若攻擊國軍則可開火；同样的情形发生于11日，13日。同日，蔣經國函電宋美齡：「……二週來我前方三軍之表現至為英勇美艦護航補給金門亦已成功惟美國又願與匪恢復談判一事至足憂父親近日非常忙碌日前曾上角板山度週末今已返台北謹聞敬請福安兒經國謹稟申齊」:199。
9月10日，周恩來急召曹聚仁北上，着其密告台北，中共準備暫停炮擊7天，讓台灣補運金門，前提是美艦不得護航:178-179。9月12日，蔣介石提前兩天來到澎湖馬公，下令一週之內停止所有記者到澎湖和金門採訪:88。9月15日，在华沙举行的中美大使级会谈上，中华人民共和国代表王炳南提出要求蒋撤出金门马祖等沿海岛屿，而中华人民共和国则承诺一定时期内不进攻台湾，王炳南要求“中国政府声明，直接威胁厦门、福州两海口的，为国民党军队所占据的金门、马祖等沿海岛屿，必须收复。如果国民党军队愿意主动地从这些岛屿撤走，中华人民共和国政府将不予追击。”。

### 空投運補金門
金門所需物資過往多以海軍艦艇運往金門，為加快運補速度，在美軍顧問團的建議下，即以C-46運輸機進行空運擴大運補量能，在砲戰爆發後，因金門機場為砲擊受損，且無夜航設備，:47國軍空軍9月5日開始執行代字「中屏計畫」的空投行動。:219中屏計畫第一號由空軍第10大隊及第20大隊執行，每日出動C-46運輸機各15架，每架載量8,000磅，空投金門機場。9月22日至30日，空軍執行代號「中屏計畫第二號」的空投任務，加上第3聯隊及第6聯隊所有可用的C-46型運輸機，每日可出動60架，共計出動飛機203架次，空投553,000磅補給物資。10月1日至7日間，空軍執行「神鷹計畫」，每日空投金門補給品600噸，美軍C-119運輸機也參加作業，飛機出動最多時一日達93架次。中屏和神鷹計畫共出動運輸機644架次，空投軍品1,789噸。:10

### 鴻運計畫突破封鎖
國軍由於「閃電計畫」前四梯次運補由「美」字號中型登陸艦直接搶灘效果不佳，決定執行「鴻運計畫」，中字號戰車登陸艦留在解放軍砲火射程外，用艦載的履帶登陸車搶灘運補。「鴻運計畫」第一階段是從9月18日至10月5日實施，海軍65特遣隊採用履帶登陸車及機械化登陸艇運補，前後執行18次任務，載運物資9,390噸，實際下卸10梯次，下卸軍品3,613噸、人員316人。
「鴻運計畫」第二階段，是在解放軍宣布停火一週期間，自10月6日至13日密集利用中字號戰車登陸艦及機械化登陸艇進行搶灘，一週內運補物資達22,277噸、人員3,618人，另接回金門學生及傷兵6,000多人。
「鴻運計畫」第三階段，自10月14至20日，每天以兩三艘中字號執行1次，裝載17輛履帶登陸車及3,000噸軍品搶灘下卸。
「鴻運計畫」第四階段，自10月21日至11月11日。21日至10月底，由於天候、海象惡劣，沒有運補。解放軍10月25日宣布砲擊「單打雙停」，11月1日起，海軍單日出發、雙日回航，迄11日，每天發航5艘次，卸載軍品6,170噸、M24霞飛坦克7輛。
「鴻運計畫」第五階段，從11月11日解放军取消雙日停火起，至12月31日止，除恢復履帶登陸車艦岸運動運補外，雙日則用中字號戰車登陸艦搶灘，同時試探解放军雙日是否會恢復砲擊，共實施17次運補，卸載軍品63,858噸、M24霞飛坦克24輛、人員8,630人。
國軍每日需要運補金門約300噸以維持守軍和反砲擊能力。9月份的運補噸數大約只有此數的三分之一。10月6日至20日期間，國軍海空運補金門約40,000噸，使後勤狀況大為好轉。

### 轟雷計畫運送八吋炮

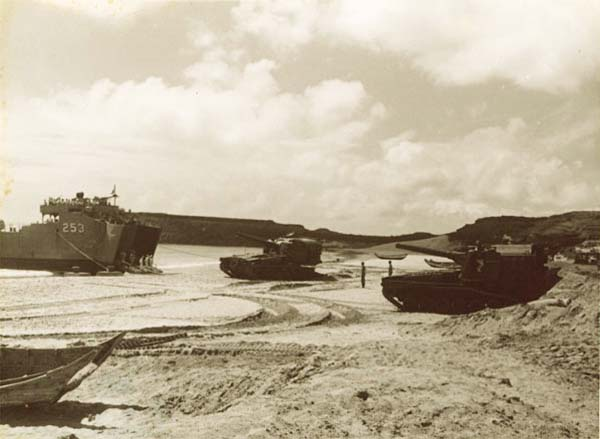
蔣經國監督M55自走砲登陸金門。

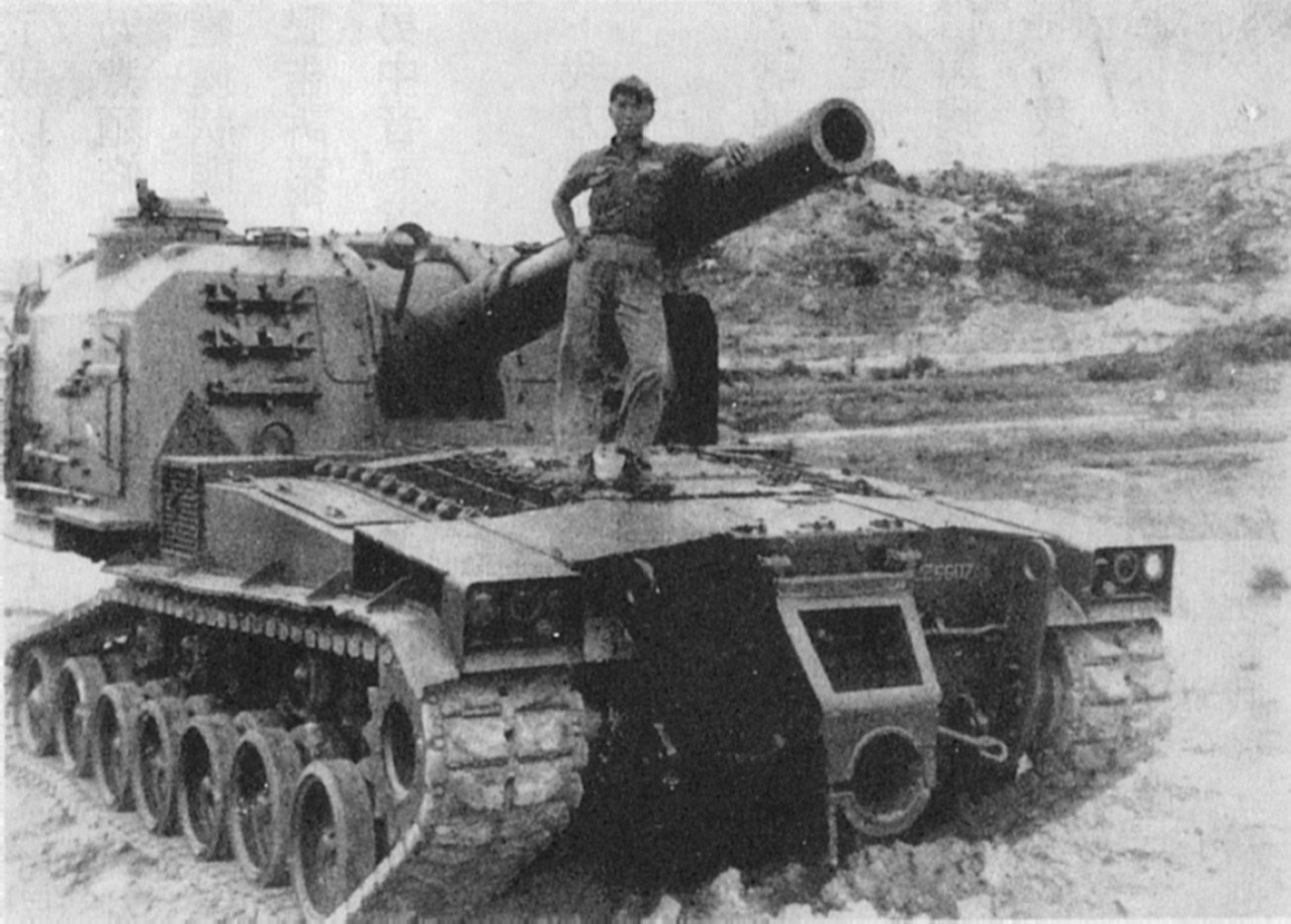
金門守島砲兵與M55自走砲合影。

9月中旬，美國海軍陸戰隊共提供中華民國國軍12門M115（203毫米/L25），最大射程16公里的火炮，含6門自走，6門牵引。其中租借國軍六輛203公厘口徑的M55自走炮，俗稱八吋砲，由陸軍第1軍砲兵607營接用，由琉球運抵台灣，在台灣實行一周的熟悉訓練後，分兩梯次自左營軍港由中華民國海軍美字號運輸艦運到澎湖。9月18日和21日，國軍啟動「轟雷計畫」，由美軍協助中華民國海軍陸戰隊運送八吋砲前往金門。為分散風險，乃分兩梯次進行，每次由三艘國軍海軍通用登陸艇各裝載一輛M55，登陸艇皆停置於美軍一萬噸級船塢艦中，在國軍軍艦護航下駛往金門。美軍船塢艦在離金門5浬處停泊，三艘登陸艇接著航向金門，在砲火中搶灘上陸。
根據國軍戰史記載，9月26日，第一批三輛M55首次投入戰鬥，摧毀圍頭地區砲陣地，下午4點，圍頭近海岸邊的陣地火炮後撤，M55以火力追擊覆蓋。一個多小時內共殲滅解放軍40幾處目標:89。9月29日第二批三輛M55投入戰鬥，主要攻擊大嶝及蓮河砲陣地和工事。9月27日國軍第一军砲兵607營第三梯次搶灘成功，金門增加6門M2牽引式八吋榴彈砲，至此金門國軍共有12門八吋長程重砲:92-97。 
對於國軍八吋砲的戰果，國共雙方皆有不同的記載。
在中華民國方面：當時俞大維得到戰報，称國軍觀測和射擊準確，圍頭解放軍砲位工事散飛火砲破碎，受到前所未有的打擊，八吋砲一個多小時的射擊中，徹底殲滅解放軍40幾處目標。國軍因此士氣大振:89。金防部司令胡璉也記錄：「只是一百多發的奇襲射擊，眼看到敵岸上砲毀人亡、煙幕沖天。我軍官兵久處敵人彈幕壓抑，至此歡聲雷動。」當代中華民國軍史作家分析，12門八吋砲到位後，國軍取得火力上的優勢，其影響所及，中華人民共和國方面在砲戰上轉為劣勢，無法再以砲戰封鎖金門或削弱其防守態勢。中华人民共和国方面考慮到在政治上已有收穫，又不願衝突升高引發美蘇勢力直接投入戰場，乃至使戰火延伸到華南地區，因此接連宣布「停火一周」、「停火兩周」、「單打雙不打」降低衝突能量。
中國人民解放軍少將报告文学作家沈卫平指出，经反复查阅大量当时厦门前线的作战文书、电报往来、情报分析、战斗简报和总结，几乎未提到金门使用203榴炮情况。即使个别资料提到寥寥一二笔，重视程度遠遜对待台湾部署 「屠牛士」地對地导弹和 「响尾蛇」空對空导弹，以及美国航空母舰特混舰队。9月16日之后，解放军厦门前线的炮兵火力从未减弱。9月26日之后的战斗损失统计，也未曾有大幅度增加的情况。同時他訪問參戰士兵與民兵，受訪者表示大陆方面的炮兵阵地很坚固，没有被国军炮火损毁的情况，加之203榴炮的命中率很有限，同時金门方面在炮战中遭解放军炮火反击被击毁2门八吋榴彈砲后为免曝露203榴炮位置而未再频繁使用。沈衛平總結道：「203榴炮的抵達，無疑增強了金門的防務，但並未改變火力方面大陸強金門弱的總體態勢；該型巨砲肯定給大陸製造過麻煩，但麻煩則肯定不像台灣所講的那樣邪乎。」:89
《紐約時報》軍事專欄作家鮑德溫在9月21日發表的文章提到，八吋榴彈砲也可以發射核武器，被某些觀察家認為是有人故意制造谣言，威脅中共，因美国当时实际存在的原子炮为11吋M65原子炮、及其配套的1万5千吨当量W9核砲彈。蘭德公司為美國國防部撰寫的備忘錄則認為，提供八吋榴彈只是單純要大幅增加國軍傳統武力。
對中華民國國軍使用八吋炮（203毫米）的記載有：
1. 於9月11日擊中厦門火車站，擊中站上彈藥堆，并使正在下火車的解放軍民遭受極重大损失; 整個火車站大範圍的空氣燃盡人員因而大片窒息死亡, 火車站鐵軌都怪異地扭曲變形。[72]金門防衛司令部副司令官劉鼎漢回憶錄說也9月11日下午4時後，反砲戰擊中廈門車站及附近解放軍營房。[73]解放軍二代叢培欣親身經歷厦門火車站被砲擊，但認為是M1A1型155公釐加農炮發射的砲彈，而非八吋炮。中华人民共和国公布，全战伤亡官兵共460人。民兵平民伤亡218人。 厦门市地方誌卻记载：「9月11日，15时20分至17时30分（大陆无夏时制），金门国民党军队炮击厦门火车站，炸死两人。」[74][75][76]
2. 因美国提供的均为短管的榴弹炮，所以有美方担心国军扩大战事之說，故将炮管锯短之傳聞。实际12门均为原厂出产的25倍口径榴弹炮，和同期37倍口径加榴弹、50倍口径加農炮不同。
3. 关于原子炮，当时美国虽正在开发“八吋”原子炮，但后来实际定型的“八吋原子炮”弹头较重，需使用50倍口径“八吋加农炮”改装的膛压较稳定柔和的火炮才能发射至安全距离外，否则和就地自爆没多大差别。

### 國際反應

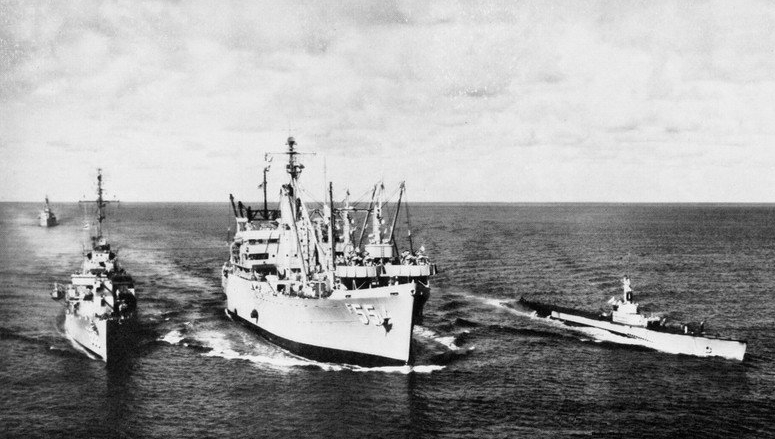
砲戰期間部署於西太平洋的弗萊徹級驅逐艦、巴勞鱵級潛艇與阿魯德拉號快速補給艦。

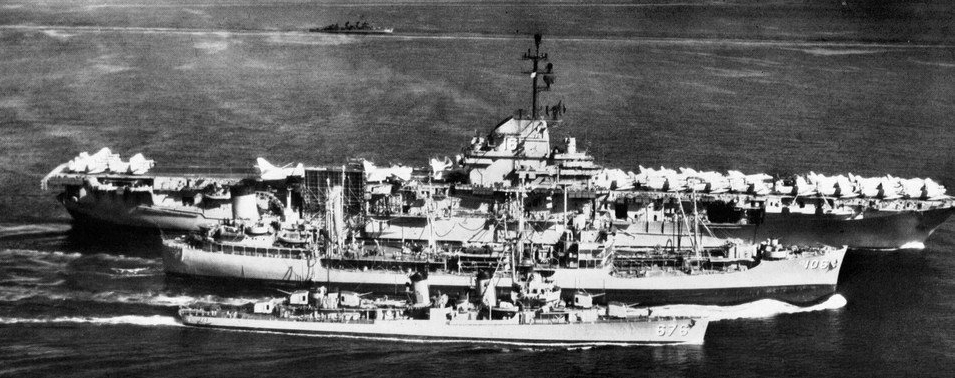
砲戰期間部署於西太平洋的列星頓號航空母艦、馬歇爾號驅逐艦與納瓦索塔號快速補給艦。

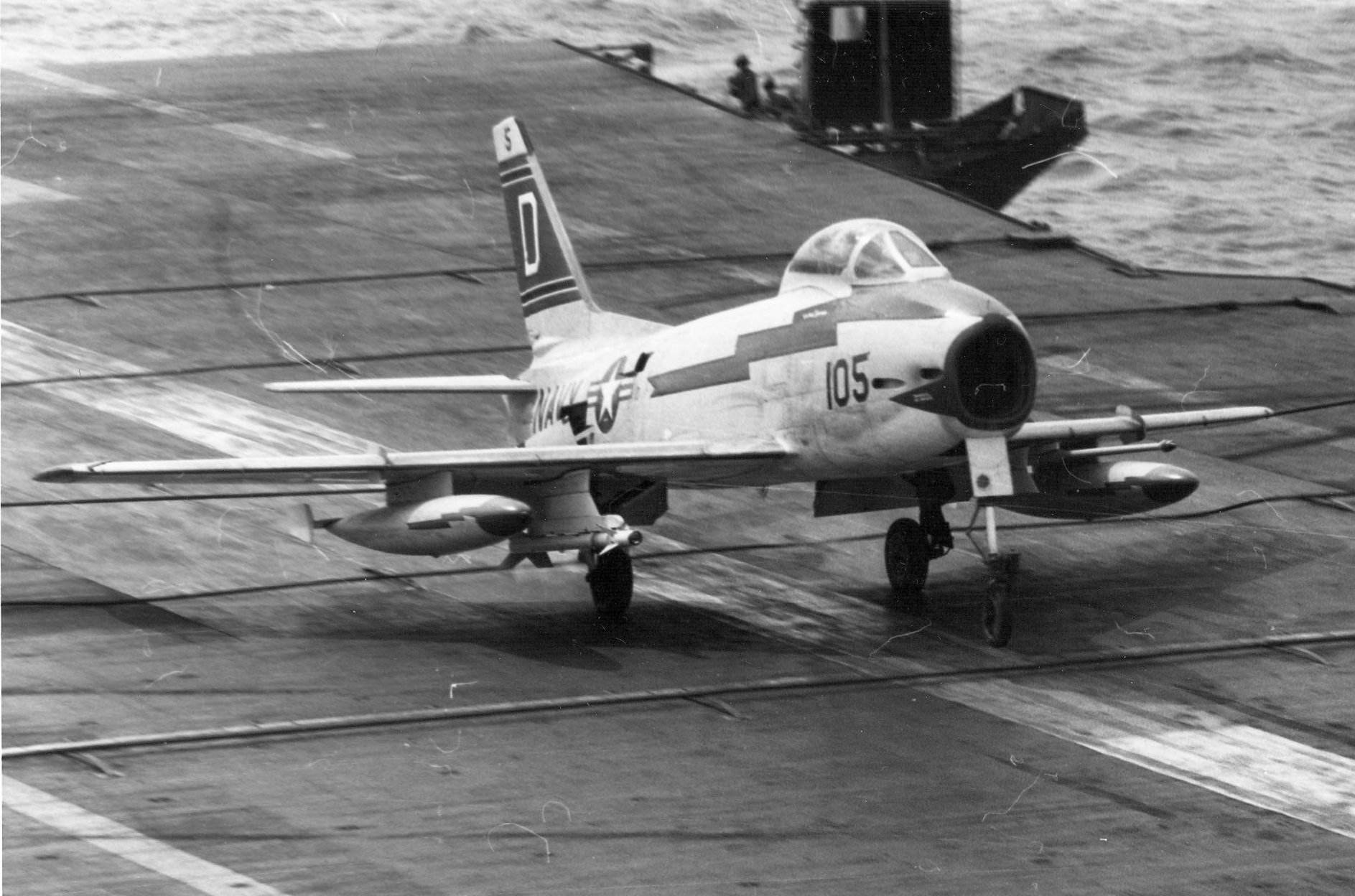
一架美國海軍第121戰鬥機中隊的FJ-3M憤怒戰鬥機在完成台海巡邏任務後，降落在列星頓號航空母艦。

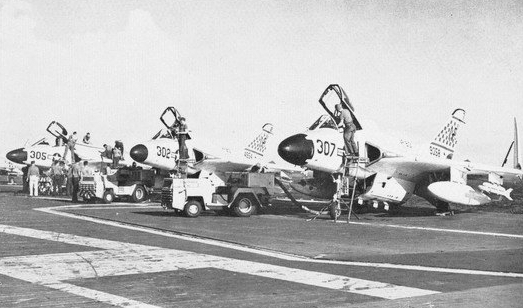
三架美國海軍第213黑獅戰鬥機中隊的F4D/F-6天光式戰鬥機停放在列星頓號航空母艦。

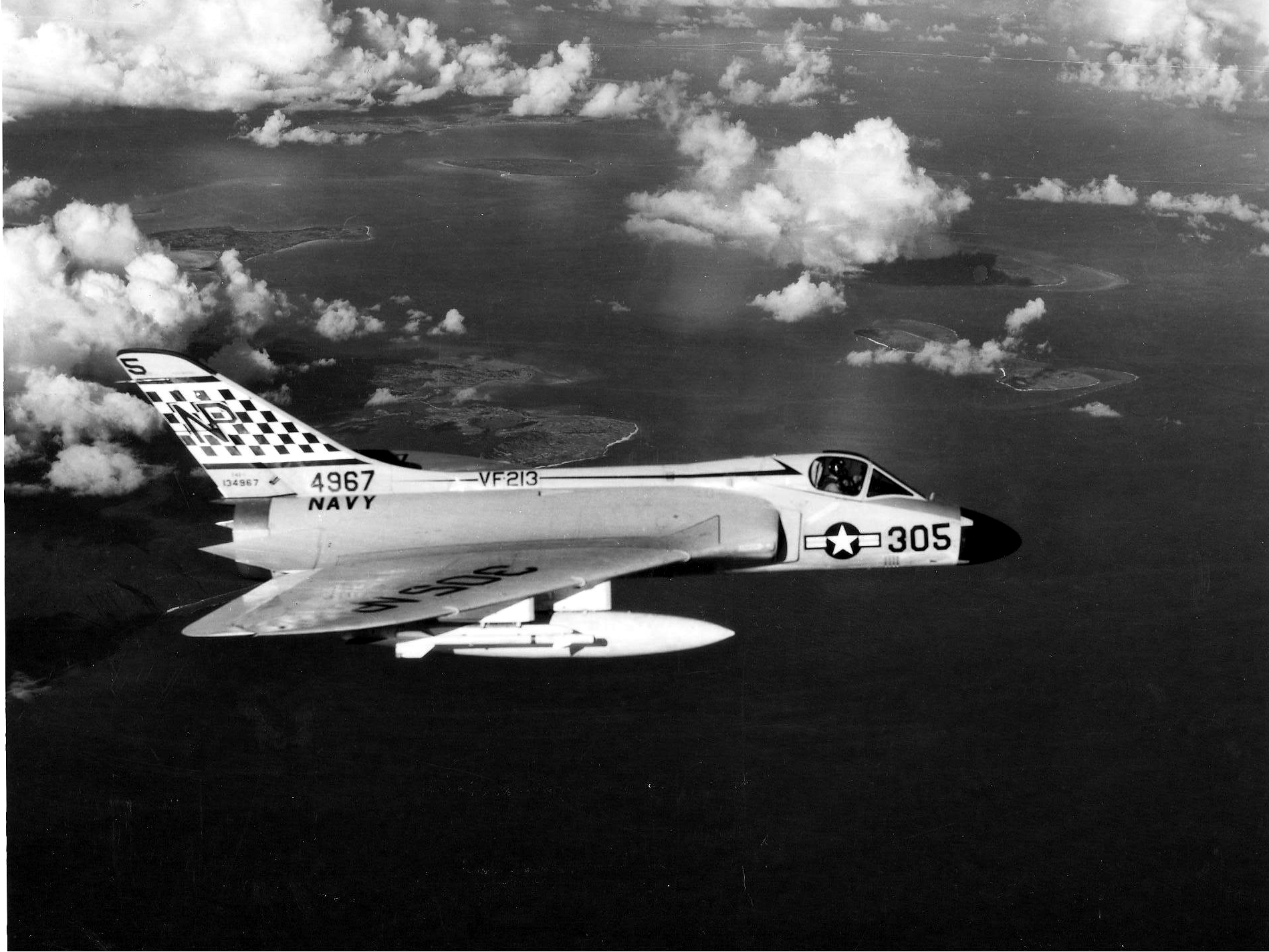
一架美國海軍第213黑獅戰鬥機中隊的F4D/F-6天光式戰鬥機從列星頓號航空母艦升空，進行巡邏台海任務。

8月31日，苏联《真理報》向美恫嚇，謂美對中华人民共和国威脅，等於威脅苏联。在評價美國的聲明時，赫魯曉夫於9月7日給艾森豪威爾發信指出：「在目前美國早已不是原子武器的壟斷者的情況下，它想用原子武器來嚇唬其他國家的企圖完全是徒勞的。」9月11日，英國外相勞埃表示，美國協防外島乃至使用戰術性核武顯然會有連鎖反應的危險，而中華民國自外島撤軍則可加強其國際地位。9月29日，美國參議員甘迺迪稱美國須防衛台灣，但必須擺脫外島。紐西蘭總理納許建議台灣自外島撤軍，而由國際間保證其地位，成為一個獨立而中立的國家。9月30日，美國國務卿杜勒斯在記者會表示，若台灣海峽能獲致靠得住的停火，美國將贊成國軍由外島撤退一部份。10月1日，艾森豪威爾表示中華民國將眾多部隊佈防在金門不是好辦法，但國軍不能在敵軍壓境的狀況下撤退:227-236，266。同日，蔣介石指出反對減少外島駐軍，中華民國並無接受美國建議的義務，中華民國仍要堅決死守金馬。

### 衝突降溫
9月25日，周恩來派曹聚仁為密使，向臺北方面轉達和談的意願，只要美國不協助護航國軍軍艦，解放軍將停止炮擊，且不阻擾國軍補給金門與馬祖:182。據喬石事後的回憶，蔣介石也曾秘密派人传话給北京，如果解放軍持续炮击，美國將趁勢要求國軍從外岛撤军，造成中国永久分裂。台灣学者林孝庭便认为蒋介石和毛泽东，都把金门当成台湾与中國大陆连系的枢纽，双方默契一致:184，而促成毛澤東決定暫時停火。10月5日，彭德懷宣布，「基於人道立場，對金門停止砲擊七天」，讓金門軍民「得到充分補給」。10月6日，彭德懷發布《告台灣同胞書》（金门战事中，此文以及其他署名彭德怀的多份重要文告，均由毛泽东代笔）。至此解放軍進入打打停停、半打半停的外交政治為主，軍事手段為輔的新階段。
10月6日，彭德懷下停火令，先停兩週，續停兩週：「台灣、澎湖、金門、馬祖軍民同胞們：我們都是中國人。三十六計，和為上計。金門戰鬥，屬於懲罰性質。你們的領導者們過去長時期間太猖狂了，命令飛機向大陸亂鑽，遠及雲、貴、川、康、青海，發傳單，丟特務，炸福州，擾江浙。是可忍，孰不可忍？因此打一些炮，引起你們注意。臺、澎、金、馬是中國領土，這一點你們是同意的，見之於你們領導人的文告，確實不是美國人的領土。臺、澎、金、馬是中國的一部分，不是另一個國家。世界上只有一個中國，沒有兩個中國。這一點，也是你們同意的，見之於你們領導人的文告。你們領導人與美國人訂立軍事協定，是片面的，我們不承認，應予廢除。美國人總有一天肯定要拋棄你們的。你們不信嗎？歷史巨人會要出來作證明的。杜勒斯九月三十日的談話，端倪已見。站在你們的地位，能不寒心？歸根結底，美帝國主義是我們的共同敵人。十三萬金門軍民，供應缺乏，饑寒交迫，難為久計。為了人道主義，我已命令福建前線，從十月六日起，暫以七天為期，停止炮擊，你們可以充分地自由地輸送供應品，但以沒有美國人護航為條件。如有護航，不在此例。你們與我們之間的戰爭，三十年了，尚未結束，這是不好的。建議舉行談判，實行和平解決。這一點，周恩來總理在幾年前已經告訴你們了。這是中國內部貴我兩方有關的問題，不是中美兩國有關的問題。美國侵占臺澎與臺灣海峽，這是中美兩方有關的問題，應當由兩國舉行談判解決，目前正在華沙舉行。美國人總是要走的，不走是不行的。早走於美國有利，因為它可以取得主動。遲走不利，因為它老是被動。一個東太平洋國家，為什麽跑到西太平洋來了呢？西太平洋是西太平洋人的西太平洋，正如東太平洋是東太平洋人的東太平洋一樣。這一點是常識，美國人應當懂得。中華人民共和國與美國之間並無戰爭，無所謂停火。無火而談停火，豈非笑話？臺灣的朋友們，我們之間是有戰火的，應當停止，並予熄滅。這就需要談判。當然，再打三十年，也不是什麽了不起的大事，但是究竟以早日和平解決較為妥善。何去何從，請你們酌定。……」:194同日，蔣經國函電宋美齡：「……今日共匪提出停火一週以及與我政府直接談判之要求乃為其一貫之陰謀本無理會之必要但國際政治環境可能因此而更為複雜此時此地惟有堅忍苦鬥方能渡過難關兒於上週曾再度赴金門慰問官兵前線士氣至高此則可告慰於大人者敬祝福安兒經國謹稟酉魚」:203
10月13日，中華人民共和國國防部命令對金門炮擊再停兩星期，命令刊登在当天的《人民日报》上：「福建前線人民解放軍同志們：金門炮擊，從本日起，再停兩星期，藉以觀察敵方動態，並使金門軍民同胞得到充分補給，包括糧食和軍事裝備在內，以利他們固守。……兵不厌诈，这不是诈。這是民族大義，必須把中美界限分得清清楚楚。我們這樣做，就全域說來，無損於己，有益於人。有益於什麼人呢？有益於台、澎、金、馬一千萬中國人，有益於全民族六億五千萬人，就是不利於美國人。……台、澎、金、馬的中國人中，愛國的多，賣國的少。因此要做政治工作，使那裡大多數的中國人逐步覺悟過來，孤立少數賣國賊。積以時日，成效自見。在台灣國民黨沒有同我們舉行和平談判並且獲得合理解決以前，內戰依然存在。台灣的發言人說：停停打打，打打停停，不過是共產黨的一條詭計。停停打打，確是如此，但非詭計。你們不要和談，打是免不了的。在你們採取現在這種頑固態度期間，我們是有自由權的，要打就打，要停就停。……國民黨領袖根本反對中美會談。……台、澎、金、馬整個地收復回來，完成祖國統一，這是我們六億五千萬人民的神聖任務。這是中國內政，外人無權過問，聯合國也無權過問。世界上一切侵略者及其走狗，通通都要被埋葬掉，為期不會很遠。他們一定逃不掉的。他們想躲到月球裡去也不行。寇能往，我亦能往，總是可以抓回來的。一句話，勝利是全世界人民的。金門海域，美國人不得護航。如有護航，立即開炮。切切此令！……」:194-195
惟至10月20日下午，解放军稱因美方軍艦參加對台湾運補船團護航，宣布停火無效，並於當日下午四時開始，恢復砲擊，迄黃昏時止，共射擊11,500餘發，國軍砲兵亦於下午五時集中七個營之火力，予以反擊。
10月21日，杜勒斯飛抵台北與蔣介石會面:102，探討如何結束衝突。杜勒斯提醒蔣目前局勢極易引爆世界大戰，要突破中國大陸的砲轟封鎖，只能動用核子武器，若蘇聯因此加入戰局，台灣也會遭受核武攻擊:624-626。然而蔣介石堅持不從外島撤軍，最後杜勒斯只得同意佈署鬥牛士飛彈保護台灣:627。10月23日雙方發表聯合公報，杜勒斯認金門、馬祖與台灣、澎湖在防衛上有密切關連:627，蔣介石也答應放棄武力，改用三民主義光復大陸。
10月25日後，解放军停止炮击，双方炮兵在此時仍持續炮擊作戰。10月25日，中華人民共和國國防部部長彭德懷發布《再告台灣同胞書》，宣布「雙日停火」且單日也不一定炮擊。以後解放軍宣稱“單打雙停（逢单日炮擊，双日不炮擊）”:194。此後自1958年8月23日开始的台海危機便在打打停停的情況下，逐漸冷卻下來。
1959年1月8日至1月15日，一連五天均無戰事；1月15日，解放军突又作零星擾亂射擊。自此以後，每逢單日，則僅有小規模之射擊，或發射砲宣彈，將心戰用宣傳單放入砲彈中射擊，砲彈尾部的裝置於空中脫離，使內部宣傳單飄落於敵方領土，以瓦解敵方心理士氣，而國軍亦利用各式宣傳單，並於單日對中華人民共和國沿岸射擊砲宣彈，進行心戰反攻，:70-72至於大規模之砲戰，則從未再發生。

### 之后的炮战与單打雙不打
1960年，中华人民共和国又發動較小規模的六一九砲戰，共發射17萬餘發炮彈，爾後採「單打雙不打」方式陸續鳴砲，直至1978年12月16日中華人民共和國與美國雙方同時發表建交公報為止（最後一次正式砲擊在1978年12月15日）。然而據相關退役老兵回憶，雙方仍零星砲擊至1980年代初期。

### 炮战正式结束
1979年1月1日，中華人民共和國國防部部長徐向前發表《國防部關於停止對大金門等島嶼炮擊的聲明》：「中華人民共和國和美利堅合眾國政府已經宣布互相承認並建立外交關係，這是一件歷史性的大事……為了方便台、澎、金、馬的軍民同胞來往大陸省親會友，參觀訪問和在台灣海峽航行、生產等活動，我已命令福建前線部隊，從今日起停止對大金門、小金門、大擔、二擔等島嶼的炮擊……」金門炮擊歷時21年，正式劃上句號。

## 其他軍種

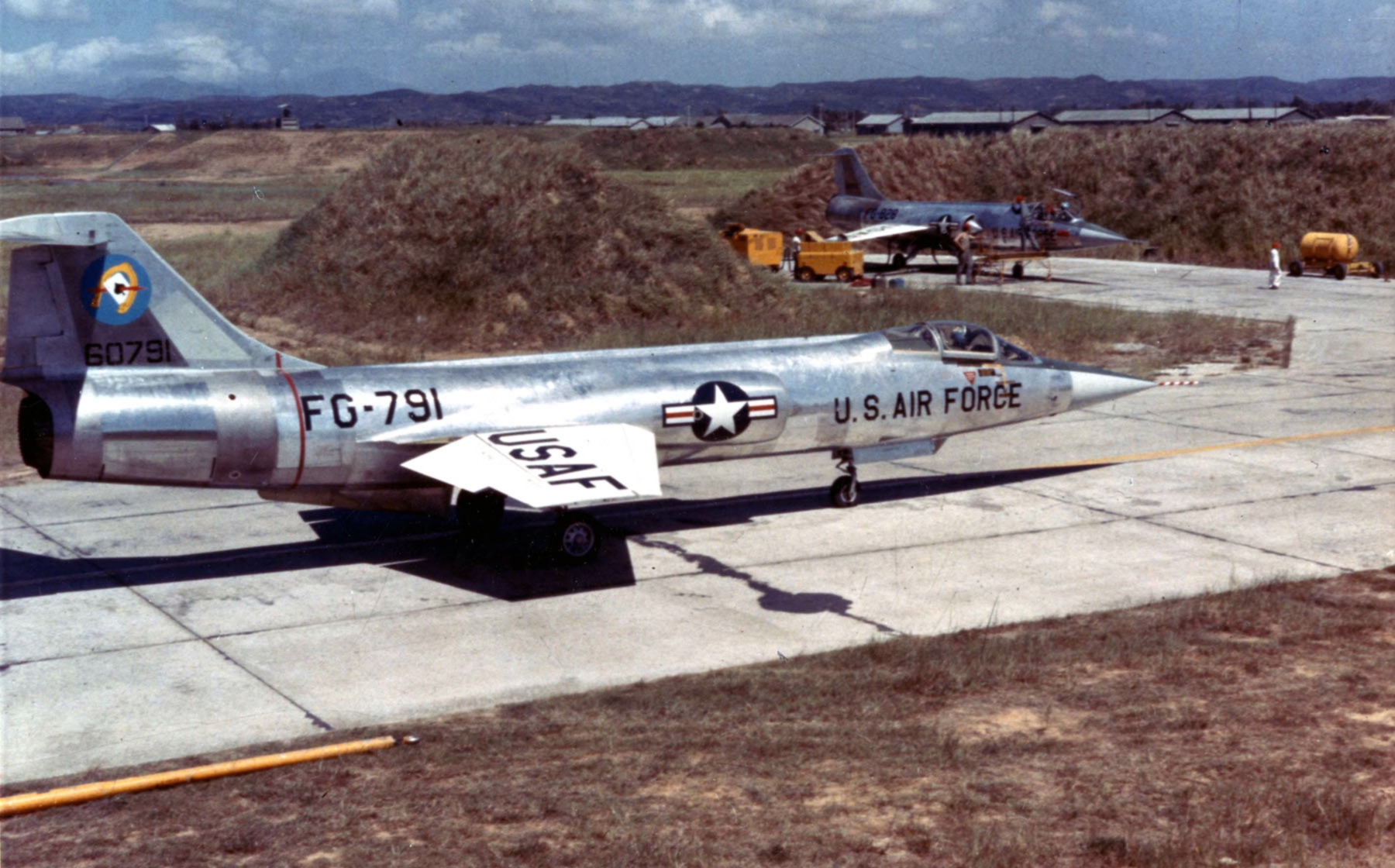
9月15日部署到空軍桃園基地的美國空軍第八十三戰鬥攔截機中隊F-104A星式戰鬥機。

空战方面：中华人民共和国方面将1958年7月29日至10月10日期间的空战归为1958年台海空戰。
依据中华人民共和国方面的记录：解放军击落敌机18架、击伤19架；击沉敌大小舰艇7艘、击伤17艘；击毁敌水陆两用输送车14辆、缴获1辆；摧毁敌各种阵地工事327处，汽车9辆，雷达、电台7部，各种火炮30余门；擊伤敌空军所作战的飞机主要为米格-17战斗机。
依據中華民國方面紀錄：国军空军共出动各型飞机9094架次，执行各种任务，国军空军先後与解放軍战斗机遭遇共发生12次空战，击落解放军米格十七型机32架，另击伤及可能击落13三架。当时中华民国空军的主力戰機是F-84雷霆式戰鬥轟炸機與F-86軍刀戰鬥機。
海戰方面：依据中华人民共和国方面记录：解放军海军击沉国军海军大小舰艇7艘、击伤17艘，解放军海军被击沉鱼雷艇3艘、伤1艘，擊傷2艘。
依据中华民国方面记录：国军海军共击沉敌鱼雷快艇二十余艘，击伤4艘；击沉解放軍大型炮艇两艘，击伤2艘。2艘登陸艦沉沒（台生、美樂），1艘戰車登陸艦與巡邏艦重創（中海、沱江），海战中尤以九二海戰為最。
中華民國陸軍及增援的中华民国海军陆战队在此一戰役中，實施反砲擊82次，射擊砲彈12萬8千發。

### 戰果
- 8月7日：解放军军战机击伤由汪梦泉中校驾驶的F-86一架[86][87]。
- 8月14日：
  - 依据中华民国方面记录：八一四平潭空戰，中華民國空軍第五大隊派出8架F-86，一架因艙壓故障而中途折回，所以只有7架參戰。李忠立少校、秦秉均上尉各擊落一架米格-17，潘輔德中尉、尹滿榮少尉可能合力擊落一架。劉光燦上尉返航時，在平潭附近失事墜海殉職[88][86][89]。

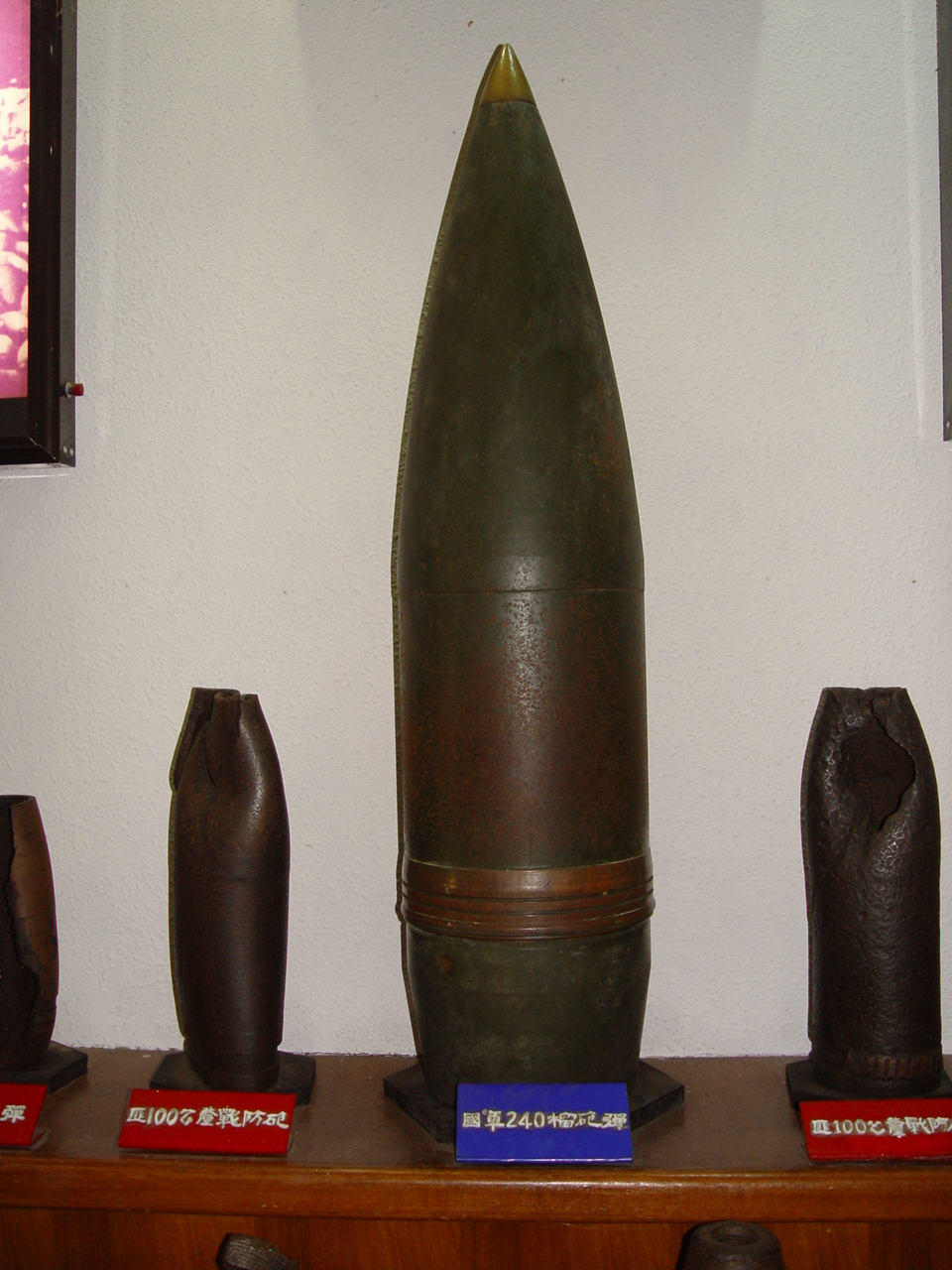
金門炮戰時中華民國方面使用的最大砲彈，兩側則為中華人民共和國方面使用的砲彈。

  - 依据中华人民共和国方面记录：解放军军空十六师四十六团起飞8架飞机，飞行员周春富击落国军F-86战机两架，击伤一架，自己也被击落。周春富跳伞后落海，解放军未能寻获，判断为陣亡[90]。
- 8月24日：
  - 依据中华人民共和国方面记录：解放军鱼雷艇击沉国军“台生”号运输舰和重创“中海”号登陸舰。“台生”号上有大量的伤兵和文工队员。“台生”号上至少有200人阵亡。中海号伤亡情况不详。解放军东海舰队鱼雷艇六支队一大队175号鱼雷艇被国军击沉，艇长徐凤鸣，鱼雷业务长尤志民，雷达副业务长朱××，雷达兵邱玉煌陣亡。一个姓陈的电信兵，一个鱼雷兵于德和一个轮机兵杨永金被俘。另外5人获救。[91]
  - 依据中华民国方面记录：金門外海海戰，中華民國海軍南巡支隊在金門與東碇之間海面，擊沉解放军意圖攻擊運補船艦的魚雷快艇八艘，重傷五艘。國軍台生輪沉沒，中海艦尾重傷[49]。中海艦9人陣亡、12人受傷。[92]

- 8月25日：
  - 依据中华人民共和国方面记录：空战解放军击落国军战机两架，飞机编号和飞行员情况均不详。解放军空九师第二十七团被解放军高炮错误击落战机一架，飞行员刘维敏当场死亡[93]。
  - 依据中华民国方面记录：中華民國空軍F-86軍刀機在金門鎮海角上空擊落兩架解放军殲-5。

- 9月2日：國軍擊沉解放军东海舰队鱼雷艇六支队一大队174艇和180艇。國軍維源號11人陣亡，25人受傷；“沱江”號10人陣亡，29人受傷，被拖回澎湖後於11月除役。

- 9月8日：解放军海岸炮兵第150连击沉國軍运输舰“美樂”号。“美樂”号运输舰上官兵死傷11人。[59][94][95]
  - 依据中华人民共和国方面记录：空战解放军战机击落敌机一架。飞机编号和飞行员情况不详。解放军空十八师五十四团团长王保钧被敌机击落，王跳伞获救[96]。
  - 依据中华民国方面记录：九八澄海空戰，中華民國空軍在澄海以東二十浬海面上空擊落解放军殲-5。劉憲武上尉擊落二架、余鐘禔少校、秦秉鈞上尉、梁金中中尉各擊落一架、朱偉明少尉可能擊落一架、梁金中中尉擊傷一架，國軍創下五比〇紀錄[97]。
- 9月11日：厦门火车站遭受台灣國軍重擊, 莫名地產生極大範圍空氣燃盡人員因而窒息而亡, 鐵軌異常扭曲變形。
- 9月15日：
  - 依据中华人民共和国方面记录：空战解放军战机击落敌机一架，击伤一架。飞机编号和飞行员情况不详。中华人民共和国空十八师五十二团被击落击伤战机各一架。八号机飞行员赵清洁阵亡。七号机中弹31发被敌机打成重伤[98]。
- 9月18日：
  - 依据中华人民共和国方面记录：解放军航空兵第18师52团米格-17战斗机8架，与国军空军第5大队F-86F战斗机8架发生空战，击伤国军战机一架，解放军战机被击落1架，击伤1架。[99][需要較佳来源]
  - 依据中华民国方面记录：九一八金門空戰，下午四時中華民國空軍F-86董光興上尉與毛節盛上尉各擊落一架米格十七型機。下午六時零四分在虎頭山正東三浬上空進行交戰，孫嗣文少校，林文禮上尉，劉心業中尉，陸養仲少尉各擊落一架，林文禮上尉又可能擊落一架。這兩次戰役以六比〇擊敗解放軍。[100]美國支持的八吋大口徑巨炮由中華民國海軍運抵金門，搶灘成功。
- 9月23日：解放军空军出动对金门进行全面空中侦查并拍照[101]。

- 9月24日：九二四空戰
  - 依据中华人民共和国方面记录：解放军战机击落敌机一架。这架敌机编号为355号，属敌第十一大队，飞行员情况不详。海军航空兵第二师被敌机击落战机一架。飞行员王自重陣亡。事后查明，王自重系被敌机用美制“响尾蛇”空空导弹击落的。9.24空战是空空导弹在世界范围内第一次击落战机[102]。
  - 依据中华民国方面记录：美國提供中華民國空軍F-86並配備AIM-9響尾蛇飛彈，中華民國空軍錢奕強擊落兩架，李叔元、傅純顯、宋宏焱、馬大鵬、夏繼藻、王淵博各擊落一架，唐積敏、李載權合力擊落一架，共計九架。又劉賡元、宋宏焱各可能擊落一架，冷培澍可能擊傷一架米格17型機（殲-5）。臺灣海峽成為最新武器的試驗場的一例[103]。
- 9月25日：解放军空军再次出动对金门进行全面空中侦查并拍照[101]。
- 10月3日：依据中华人民共和国方面记录：解放军伏击击落國军C－46运输机两架。
- 10月10日：
  - 依据中华人民共和国方面记录：空战國军二号机被中华人民共和国军战机击落。飞行员张乃军被解放军俘获。另一架敌机于平潭岛西北方向坠海。是不是被击落的搞不清楚。还有一架敌机被中國人民解放軍高炮击伤，坠毁以外埔西面65公里的海中。國军曾出动SA-16前往搜救。中國人民解放軍空十四师被击落战机一架。飞行员杜凤瑞跳伞後还在空中的时候，被敌机用机枪扫射陣亡。
  - 依据中华民国方面记录：雙十馬祖空戰，中華民國空軍F-86軍刀機於平潭東南五浬上空與米格機八架遭遇。丁定中上尉擊落兩架，路靖少校、葉傅熙中尉各擊落一架，張迺軍機毀被俘，解放軍一架米格十七爆炸[104]。

## 戰果總計
- 中华人民共和国方面记录[105]：击落国軍空军战斗机18架、击伤19架，俘飞行员3名，而解放军被击落、击伤飞机11架，沉失鱼雷艇2艘、伤1艘。炮兵部队投入32个炮兵营6个海岸炮兵连炮兵连计各型火炮439门，击沉舰艇7艘、击伤17艘，击毁水陆两用输送车14辆、缴获1辆，摧毁工事327处，汽车9辆，雷达、电台7部，各种火炮30余门，毙伤国军中将以下官兵千余人，被击毁火炮32门、汽车8辆，伤亡官兵460余员、民兵群众218名。

- 中華民國方面紀錄：在一百餘次大小炮戰中，解放軍被擊毀野（高）炮221門、炮位86處、炮兵掩體21座，油彈儲存所17座、各型車輛96部、兵營4座。國軍則損失野（高）炮14門、油彈庫1處、碼頭棧埠2處[1]。在民國四十七年10月18日的第八次作戰會議紀錄中，上呈給蔣中正的數據為傷亡2,661員（陸軍2,306、海軍118、空軍110、聯勤7；軍官236、士官1,040、士兵1,136），金門當地的部隊傷亡2,412員。詳列 2,412員傷亡中陣亡440員、負傷1,972員，其中損失最多的為步兵科999員、其次為砲兵科579員、再其次為通信科210員，但由於通訊兵科人員暴露最多因此損失情況相當嚴重。損失的陸軍裝備細節在火炮項包括4門迫擊砲、1門40高射炮、2門105榴炮、3門155榴炮、2門155加農砲、1門90高砲，加上在會議記錄中未提及的1輛M55自走砲構成此次戰役損失的14門火砲；雙方海軍18次大戰，國軍與解放軍損失為2:108；雙方空軍10次大戰，國軍與解放軍損失為2:32。據說金門菜刀大賣到現在，其所用的鋼材就來自當年中共當年打來的47萬枚砲彈[106]:116。

## 頒獎

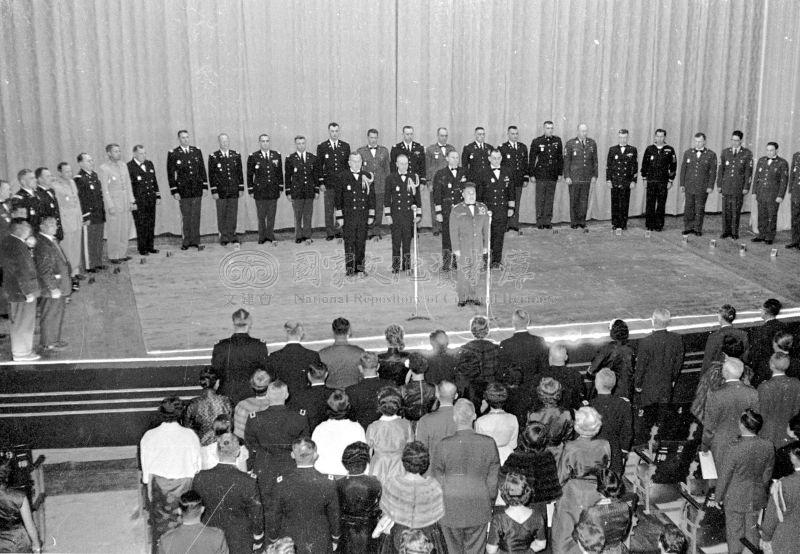
1958年12月18日，國防部參謀總長王叔銘上將在台北介壽堂代表政府以勛獎章頒贈給在八二三戰役中，參與及協助台灣海峽作戰的美軍駐台陸、海、空軍官兵
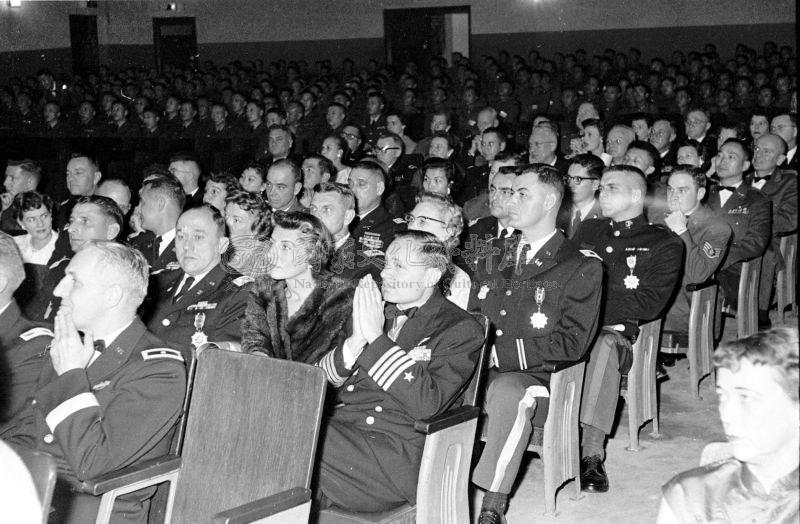
1958年12月18日，國防部參謀總長王叔銘上將在台北介壽堂代表政府以勛獎章頒贈給在八二三戰役中，參與及協助台灣海峽作戰的美軍駐台陸、海、空軍官兵
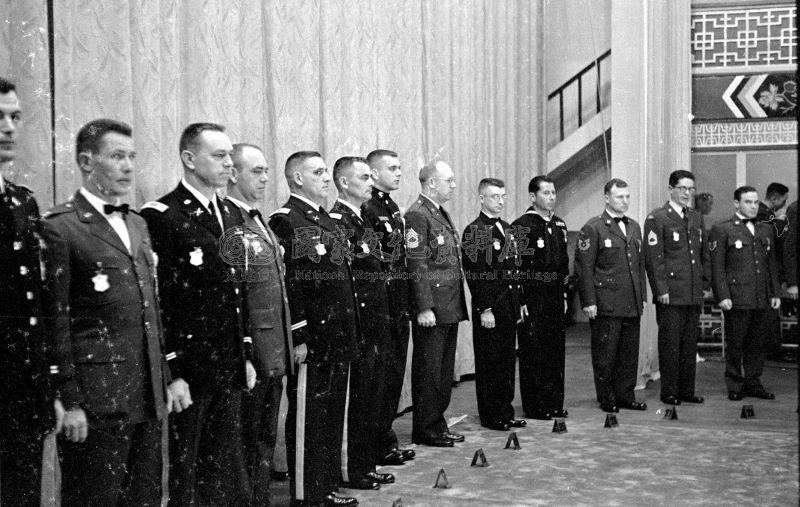
1958年12月18日，國防部參謀總長王叔銘上將在台北介壽堂代表政府以勛獎章頒贈給在八二三戰役中，參與及協助台灣海峽作戰的美軍駐台陸、海、空軍官兵

## 解密文件
2008年5月13日，克里斯滕森取得的解密美軍文件表明，八二三砲戰開始後美國空軍向美國總統艾森豪威爾表示，一旦總統授權使用核彈，中國人民解放軍對離島（如金門）的進攻會立刻遭受美軍的核子空襲，琉球美軍嘉手納空軍基地儲存有MK6核彈及MK39核彈兩種核子武器。另外如果對中國人民解放軍陸軍核子空襲不能立即壓制解放軍，關島美軍安德森空軍基地在1958年8月中旬後有五架B-47轟炸機進駐，隨時待命起飛轟炸中華人民共和國的機場，但美國總統艾森豪威爾當場拒絕使用核彈進行轟炸，並強調即使中華人民共和國已入侵了這些島嶼，在任何情況下，未經他的同意都不得使用這些核子武器。

## 砲戰對金門居民的影響
在砲火封鎖下，造成金門物資補給不易，為減輕前線運補負擔，中華民國政府於1958年10月6日解放軍宣布停火後即將金門、馬祖兩地的居民、學生疏遷至臺灣。隨後即開放自願遷移者疏運來臺，並設下遷移原則，要求疏遷來臺者，需有親友在臺可寄養或依靠，而僅限於老弱婦孺、學生等身分。:73首批疏遷來臺的為金門中學的師生，其他居民則陸續於金門新頭搭乘軍方運輸艦抵達高雄，並獲得政府發放的3,000元安置費，隨後由中國大陸災胞救濟總會接續安置作業，將居民分別安置於臺中縣、彰化縣、雲林縣、嘉義縣、臺南縣、高雄縣、屏東縣等縣市。並另由各縣市政府成立疏遷民眾委員會協助金門遷徙居民的生活、就學、就學等問題。:74據研究指出1958年10月，約金門總人口的15%，6,500人參與疏遷，但許多人在安置費用耗盡後又回到金門生活。:98-99八二三砲戰中金門疏遷來臺的經驗，又被金門人稱為「走砲」。:55
在砲戰的20年間，有超過100萬枚砲彈落在金門。當地的製刀廠蒐集島內的廢棄彈殼，鍛造出在兩岸遠近馳名的金門菜刀，因菜刀鋒利耐用而著名，又稱砲彈鋼刀。據研究指出一枚砲宣彈加上內層六道鋼片即可製造約50至60把鋼刀，:371在金門1992年解除戰地政務前，消費客群多為金門在地居民、軍人購買鋼刀，僅救國團舉辦的金門戰鬥營團員在返臺前購買作為伴手禮，但在觀光開放後，鋼刀成為赴金門遊客購買的代表紀念商品之一。:372-373

## 历史影响
美國亚利桑那大学政治学教授惠廷认为，中国大陸对金门的行动事先对苏联没有任何交代，打乱了苏联外交安排，因此激怒赫鲁晓夫，进一步引发中苏外交关系破裂，是后来苏联取消对中国大陸核援助的一个重要因素。
金門炮戰另一個影響是促成西德的政治戰略改變，當時德國社會民主黨黨魁和西柏林市長、日後成為聯邦德國總理的布蘭特特別關注此戰，以此觀察若美國毫無作為、令解放軍成功拿下金門，西德則也勢必無法堅守住西柏林，連同1961年東德興建柏林圍牆一事，為布蘭特判斷西方國家是否值得信任、並日後採取修補蘇聯和東歐集團關係的「新東方政策」之關鍵事件之一。

## 臺灣籍金門駐軍
在1958年8月23日至1959年1月7日之間，金門地區駐軍近10萬人有近4萬（或近3萬）人屬臺灣籍（其中有些人或大多人又被稱為「充員兵」）。 臺灣籍駐軍許多較晚加入戰鬥，且平均年齡較早先駐軍低。其中有許多陣亡者（尤其是屬於陸軍者）的家眷幾乎完全沒有受到有關當局協助，在經濟生活上陷入長久艱困處境；許多陣亡者及其家眷皆屬社會經濟地位較低者。 至2018年，大多陣亡者每位的補償金額累計不超過新臺幣100萬元。 戰後迄今不分黨派歷屆中華民國中央政府以及金門縣政府，皆對有關補償議題予以忽視或差別待遇等。許多遺眷亦對當時部隊主要領導人、日後在軍方和政府系統中擔任要職的郝柏村對其幾乎不聞不問感到不滿。

## 紀念
1986年，電影《八二三炮戰》上映。
1988年，金門縣金湖鎮建立八二三戰史館。

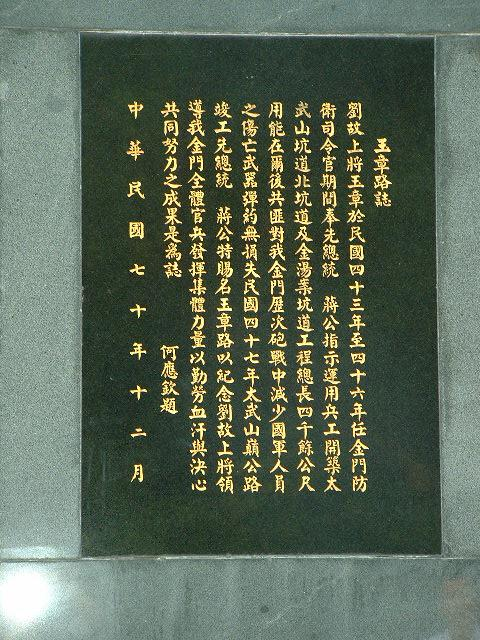
1981年12月，由何應欽上將撰寫之太武山金門防衛司令部紀念前司令官劉玉章上將的碑牌。劉玉章與胡璉在1950年代曾負責金門防務。

1998年，高雄市中正公園建立八二三臺海戰役紀念碑。
2001年，臺中八二三臺海戰役紀念碑完工。
2016年，臺北市北安公園更名為八二三砲戰紀念公園，9月3日揭幕八二三臺海戰役勝利紀念碑。
2019年8月23日八二三砲戰六十週年之際，蔡英文總統前往太武山忠烈祠祭拜八二三砲戰死難者。
2020年8月23日，八二三炮戰六十二周年，中華民國總統蔡英文與美國在台協會處長酈英傑前往金門參與紀念活動。同日，台南市一所中學20名師生由校長帶隊前往金門交流，適逢八二三，校長帶領青年學子趴下，親吻金門的土地。對此，抱持不同看法的台南市議員李啟維在其個人臉書上指出，當年砲戰抵擋中共入侵台灣，但是台灣人並沒有義務為中華民國打這場仗，親吻土地沒有必要。
2022年8月23日，適逢金门炮战六十四週年，國民黨主席朱立倫在臉書發文向衛國勇士致敬，呼籲大家勿忘和平與自由代價，並強調國民黨將以加強國防（defense）與不放棄對話（dialogue）的「2D戰略」，繼續透過交流降低兩岸衝突風險，同時，也力挺以堅實國防保衛台灣。